# Filosofía de la felicidad

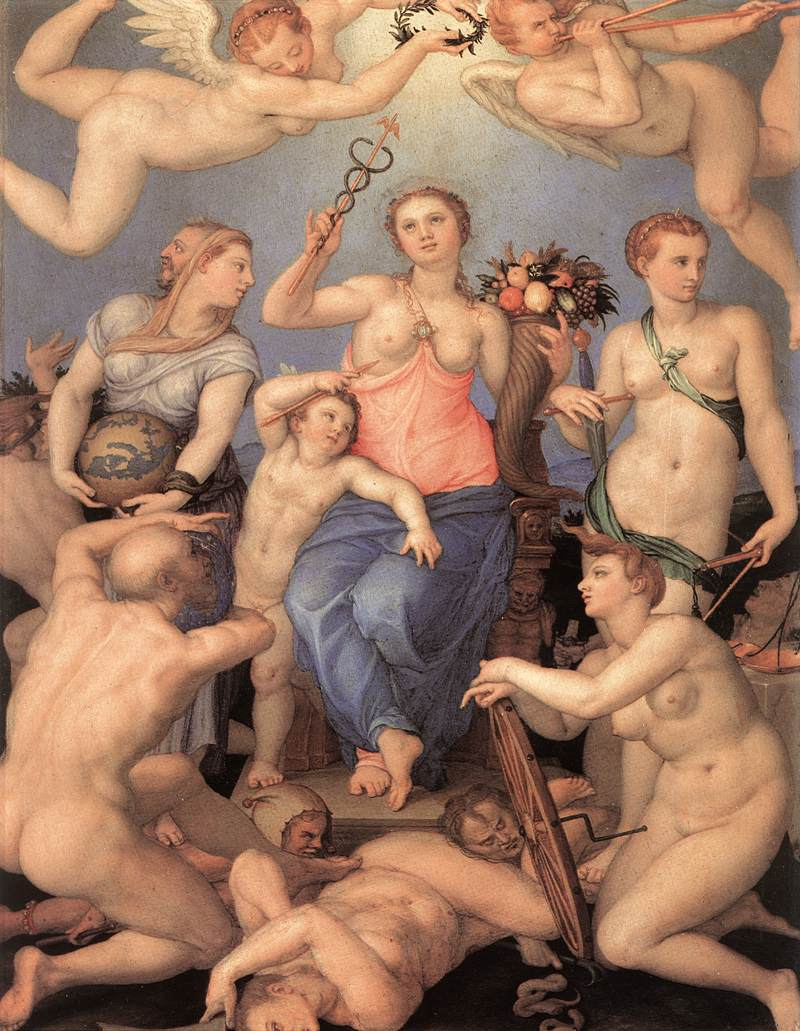
Angelo Bronzino, Alegoría de la felicidad, (1564)

La filosofía de la felicidad es la preocupación filosófica por la existencia, la naturaleza y el logro de la felicidad. Algunos filósofos creen que la felicidad puede entenderse como la meta moral de la vida o como un aspecto del azar; de hecho, en la mayoría de los idiomas europeos el término felicidad es sinónimo de suerte. Los filósofos suelen explicar la felicidad como un estado mental o como una vida que se desarrolla bien para la persona en cuestión. La filosofía de la felicidad se discute a menudo junto con la ética. Las sociedades europeas tradicionales, herederas de los griegos y del cristianismo, a menudo vincularon la felicidad con la moralidad, que se relacionaba con el desempeño de cierto tipo de rol en la sociedad. La felicidad sigue siendo un término difícil para la filosofía moral, a lo largo de cuya historia ha habido una oscilación entre los intentos de definir la moralidad en términos de las consecuencias que conducen a la felicidad, y los intentos de definir la moralidad en términos que no tienen nada que ver con la felicidad. La investigación empírica sugiere que los juicios sobre la felicidad de una persona dependen en parte de las percepciones de la moralidad de la misma, lo que sugiere que los juicios sobre la felicidad de los demás implican una evaluación moral. Un gran cuerpo de investigación considera que participar en un comportamiento prosocial puede aumentar la felicidad. Dada la preocupación pragmática por el logro de la felicidad, la investigación en psicología ha guiado a muchos filósofos modernos en el desarrollo de sus teorías.

## Antigua Grecia

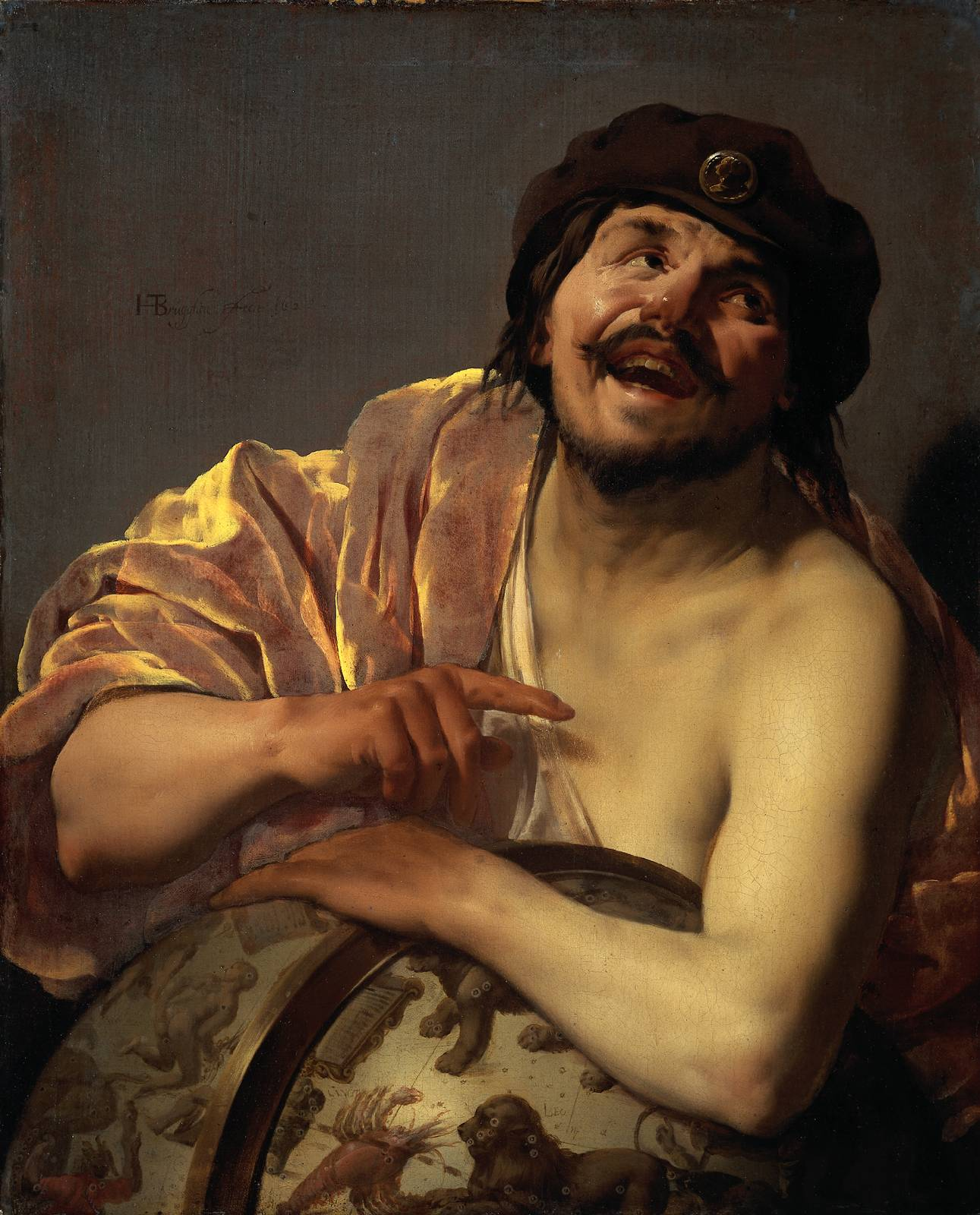
Demócrito de Hendrick ter Brugghen, 1628.

### Demócrito
Demócrito (c. 460 - c. 370 a. C.) es conocido como el "filósofo que ríe" debido a su énfasis en el valor de la alegría. Tanto la felicidad como la desdicha se encuentran en el alma: en consonancia con los postulados de la Ilustración griega, Demócrito equipara la felicidad humana con la euthymía o alegría producida por el pensamiento.
Hay anécdotas según las cuales Demócrito reía muy a menudo irónicamente ante la marcha del mundo, y decía que "la risa torna sabio". Demócrito consideraba el buen ánimo como el objeto de la vida. En cierta ocasión llegó a afirmar que: "La vida sin alegrías es un largo camino sin albergues". De ahí la referencia en las epístolas de Horacio, Si foret in terris, rideret Demócrito ("Si estuviera en la tierra, Demócrito se reiría).

### Platón

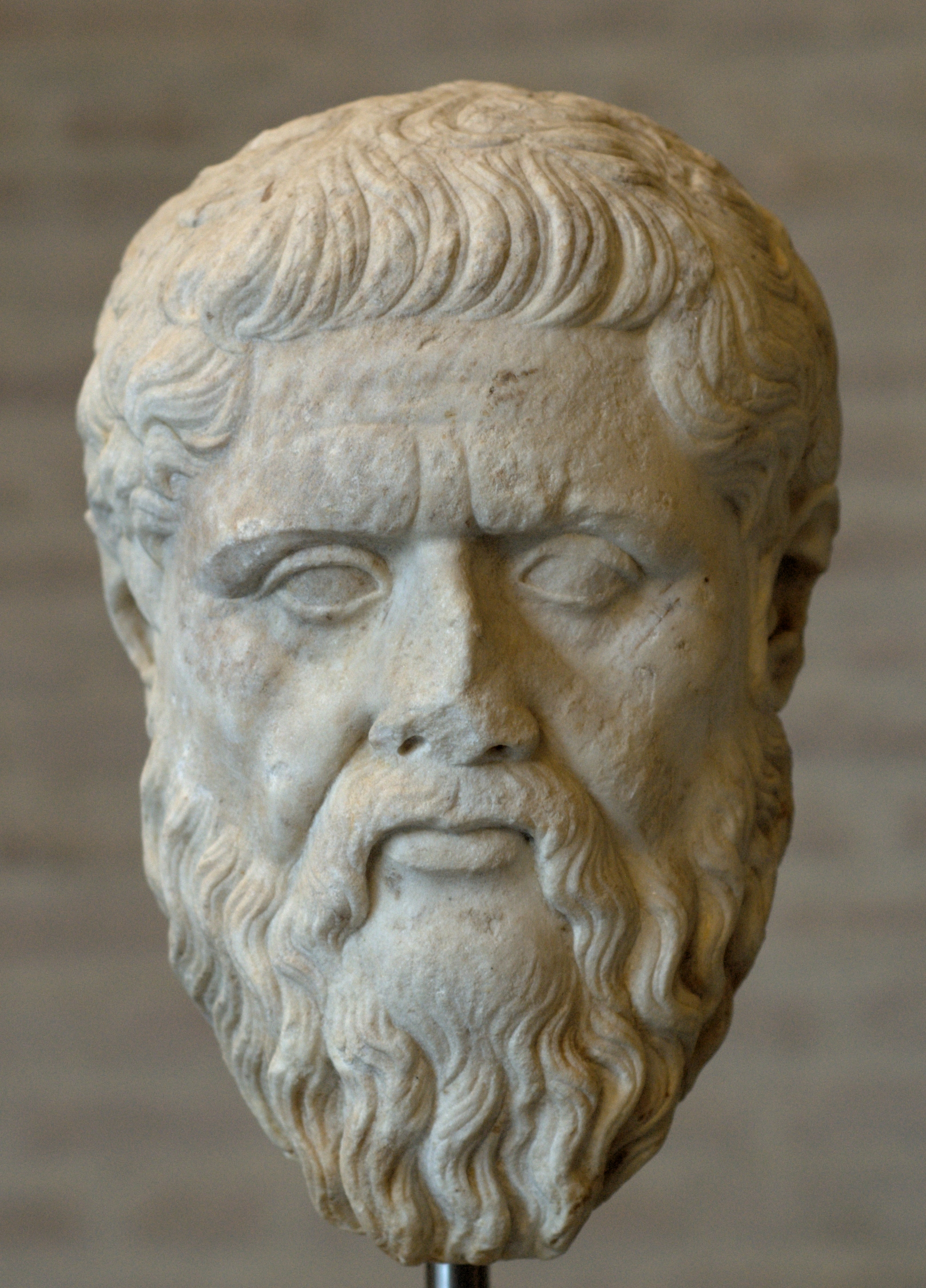
Copia romana de un retrato griego de Platón, que probablemente proviene de Silanión y se colocó en la Academia de Atenas después de la muerte de Platón, Gliptoteca de Múnich

Platón (c. 428 – C. 347 a. C.) enseña en la República que una vida comprometida con el conocimiento y la virtud resultará en felicidad y autorrealización. Para lograr la felicidad, uno debe volverse inmune a los cambios en el mundo material y esforzarse por obtener el conocimiento de las formas eternas e inmutables que residen en el reino de las ideas.
Platón considera que la justicia es "entre las cosas más bellas, a saber, la que debe ser amada, tanto por sí misma como por sus consecuencias, por todo aquel que desee la felicidad", y ve la felicidad social derivada de que los ciudadanos se traten unos a otros con justicia, lleven vidas virtuosas y cada uno cumpla su función social.
Platón hace una clara distinción entre la eudaimonía, el estado mental agradable y equilibrado que corresponde a una vida exitosa, y el placer físico y mental (hēdonḗ). Si bien Platón no rechaza el placer, clasifica el legítimo placer mental como un bien bajo, y no valora los placeres que resultan de la gratificación de las necesidades corporales. Cuando la razón está a cargo en el alma, como es el caso en una forma de vida filosófica, el placer se puede experimentar con seguridad. La Alegoría del carro alado del Fedro es posiblemente la enseñanza más importante de Platón sobre cómo alcanzar la felicidad interior. Si dos personas comprometidas eróticamente pueden controlar bien sus caballos rebeldes [las pasiones], pueden llevar juntos una vida filosófica dichosa.

### Aristóteles

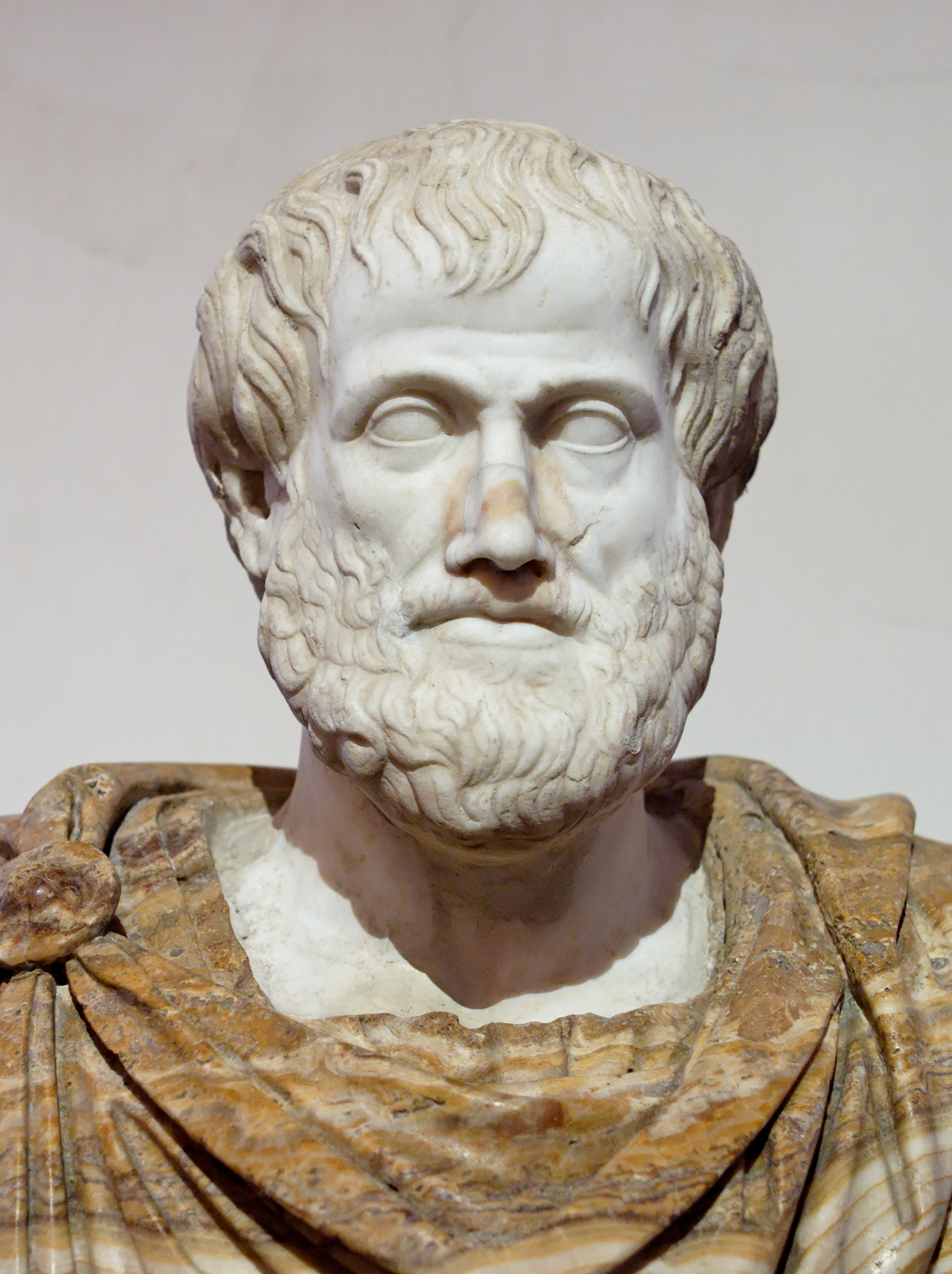
Una estatua de mármol de Aristóteles, creada por los romanos en el 330 a.

Aristóteles (384 - 322 a. C.) fue un erudito griego en las disciplinas de ética, metafísica, biología y botánica, entre otras. Aristóteles describió la eudaimonía (griego: εὐδαιμονία) como el objetivo del pensamiento y la acción humanos. Eudaimonia a menudo se traduce como felicidad, pero algunos estudiosos sostienen que "florecimiento humano" puede ser una traducción más precisa. Consta de la palabra "eu" ("bueno" o "bienestar") y "daimōn" ("espíritu" o "deidad menor", utilizada por extensión para significar la suerte de uno o la fortuna). Así entendida, la vida feliz es la vida buena, es decir, una vida en la que la persona realiza de manera excelente la naturaleza humana.  Más específicamente, eudaimonia (arete, griego: ἀρετή) se refiere a un estado inherentemente positivo y divino del ser que la humanidad puede lograr activamente, de hecho, se trata de una actividad más que una emoción o un estado. Dado que este estado es el más positivo para un ser humano, a menudo se simplifica como felicidad; sin embargo, el uso que hace Aristóteles del término en la Ética a Nicómaco se extiende más allá del sentido general de la palabra.
En la Ética a Nicómaco, Aristóteles señala el hecho de que muchos objetivos solo son en realidad intermedios, y se desean solo porque hacen posible el logro de objetivos superiores. Por lo tanto, cosas como la riqueza, la inteligencia y el coraje se valoran solo en relación con otras cosas, mientras que la eudaimonia es la única cosa valiosa por sí misma.
Aristóteles consideraba que la virtud era necesaria para que una persona fuera feliz y sostenía que sin virtud lo máximo que se puede lograr es satisfacción. Dentro de la ética aristotélica, alcanzar la virtud implica hacerse la pregunta "¿cómo debo ser ?" en lugar de "qué debo hacer ". Se describe que una persona completamente virtuosa alcanza la eudaimonia y, por lo tanto, sería innegablemente feliz.

### Cínicos

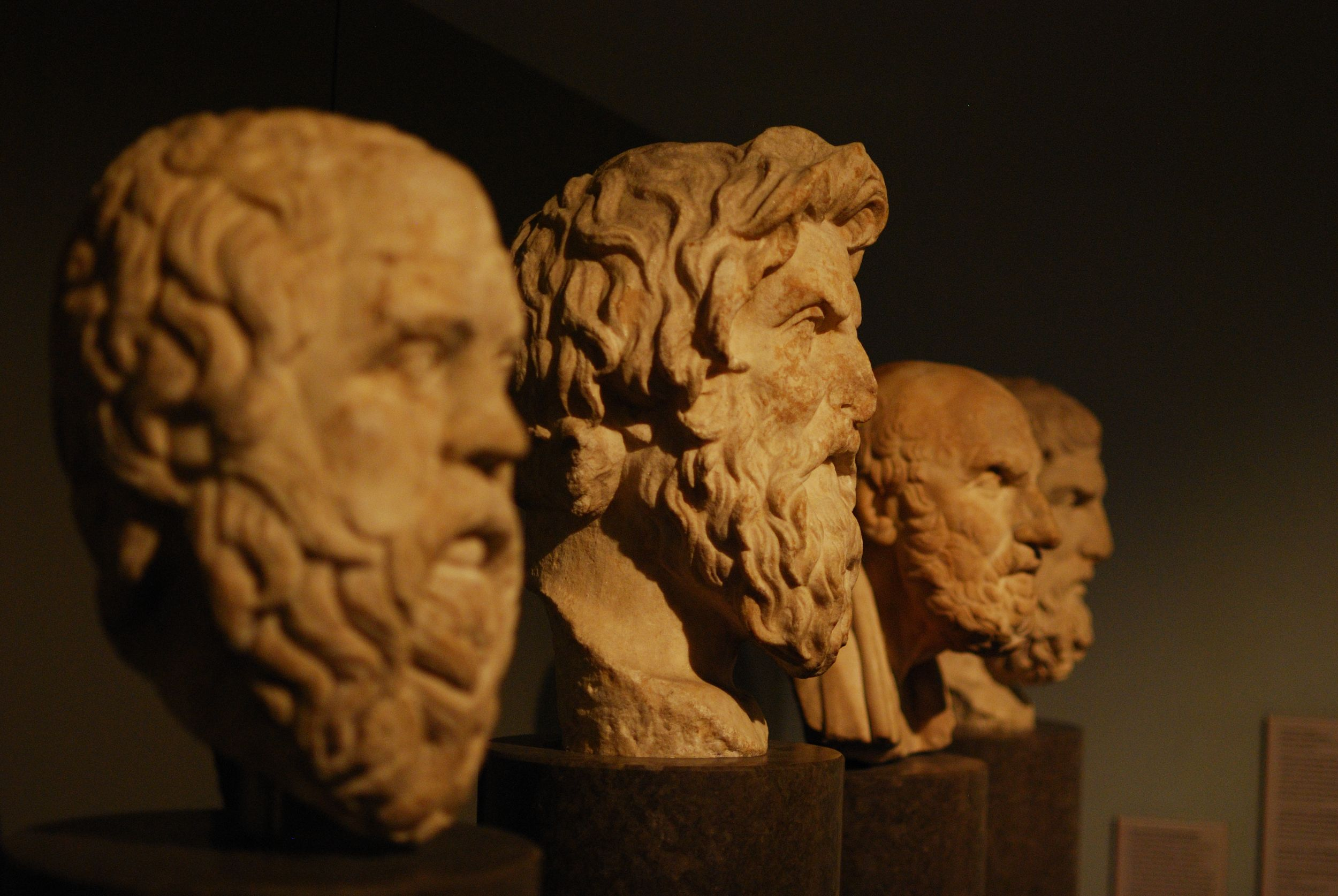
Los bustos tallados de Sócrates, Antístenes, Crisipo y Epicuro.

Antístenes (c. 445 - c. 365 a. C.), a menudo considerado como el fundador del cinismo, abogó por una vida ascética vivida de acuerdo con la virtud. Jenofonte testifica que Antístenes había elogiado la alegría que brotaba "del alma de uno", y Diógenes Laërtius relata que a Antístenes le gustaba decir: "Prefiero enloquecer que sentir placer". Sostenía que la virtud era suficiente en sí misma para asegurar la felicidad, necesitándose únicamente la fuerza de un Sócrates.
Él, junto con todos los cínicos siguientes, rechazó cualquier noción convencional de felicidad que involucrara dinero, poder y fama, para llevar vidas completamente virtuosas y, por lo tanto, felices. La felicidad se puede obtener a través de un entrenamiento riguroso (askesis, griego: ἄσκησις) y viviendo de una manera que sea natural para los humanos, rechazando todos los deseos convencionales, prefiriendo una vida sencilla libre de todas las posesiones.
Diógenes de Sinope (c. 412 - c. 323 a. C.) se considera con mayor frecuencia como la encarnación perfecta de la filosofía. Los mismos estoicos lo vieron como uno de los pocos, si no el único, que había alcanzado el estado de sabio.

### Epicureísmo

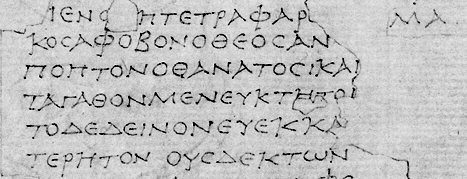
El tetrapharmako como se encuentra en el papiro de Herculano en la Villa de los Papiros.

Epicuro (c. 341 - c. 270 a. C.), el fundador del epicureísmo, enseñó que el objetivo de la vida era alcanzar un estado de tranquilidad (ataraxia, griego: ἀταραξία) y ausencia de miedo, así como ausencia de dolor corporal (aponia, griego: ἀπονία). Aunque Epicuro ha sido comúnmente malinterpretado como un defensor de la búsqueda desenfrenada del placer, él, de hecho, sostuvo que una persona solo puede ser feliz y libre de sufrimiento viviendo con sabiduría, sobriedad y moralidad. Desaprobó enérgicamente la sensualidad cruda y excesiva y advirtió que una persona debe tener en cuenta si las consecuencias de sus acciones resultarán en sufrimiento.
Una ayuda para alcanzar la felicidad es el tetrapharmakos o la cura cuádruple: "No temas a Dios. no te preocupes por la muerte, lo que es bueno es fácil de conseguir y lo que es terrible es fácil de soportar".

### Cirenaicos
Los cirenaicos fueron una escuela de filosofía establecida por Aristipo de Cirene (c. 435 - c. 356 a. C.). La escuela afirmó que el único bien es el placer positivo y el dolor es el único mal. Postulan que todo sentimiento es momentáneo, por lo que todos los placeres pasados y futuros no tienen existencia real para un individuo, y que entre los placeres presentes no hay distinción de tipo. Claudio Eliano, en su Miscelánea Histórica, escribe sobre Aristipo: Recomendó que se concretara en el presente, y más aún en la parte misma de él en que se actúa y se piensa. Porque sólo el presente, dijo, nos pertenece verdaderamente, y no lo que ha pasado o lo que están anticipando: porque uno se ha ido y acabado, y es incierto si el otro llegará a ser"
Algunos placeres inmediatos pueden pesar más que su equivalente de dolor. La persona sabia debe tener el control de los placeres en lugar de ser esclava de ellos, de lo contrario se producirá dolor, y esto requiere juicio para evaluar los diferentes placeres de la vida.
Sócrates y Epicuro habían hablado de los placeres superiores del intelecto; los cirenaicos negaron la validez de esta distinción y dijeron que "los deleites del cuerpo son muy superiores a los del ánimo, y muy inferiores las aflicciones del cuerpo a las del ánimo, por cuya causa son castigados en él los delincuentes".

### Escepticismo
Pirrón (c. 360 - c. 270 a. C.) fundó el pirronismo, la primera escuela occidental de escepticismo filosófico. El objetivo de la práctica pirronista es alcanzar el estado de ataraxia (ataraxia, griego : ἀταραξία), libertad de perturbación. Pyrrho identificó que lo que impedía que las personas alcanzaran la ataraxia eran sus creencias en asuntos no evidentes, es decir, tener dogmas. Para liberar a la gente de la creencia, los antiguos pirronistas desarrollaron una variedad de argumentos escépticos.

### Estoicos

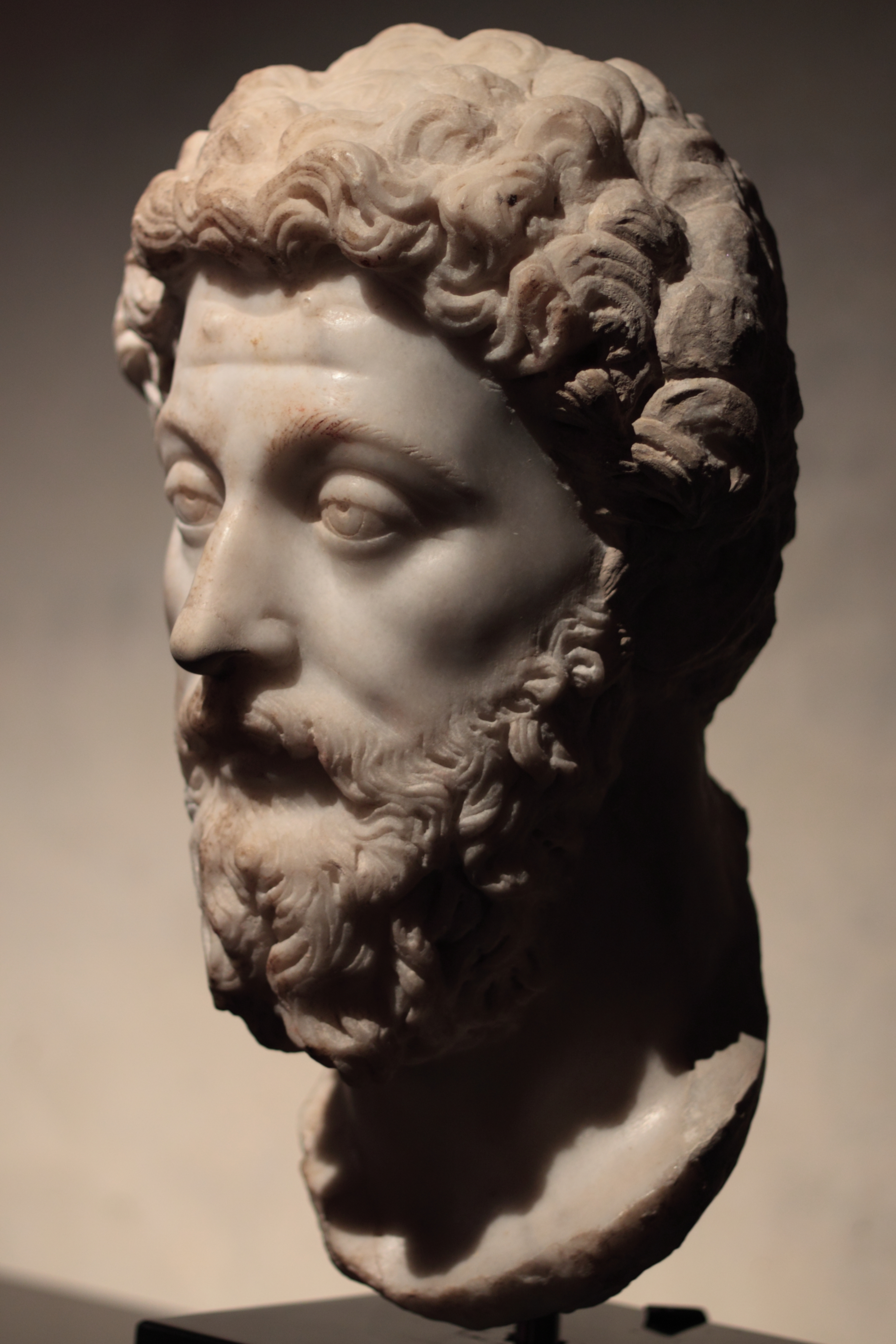
Marco Aurelio en 170 d. C. (Liebieghaus, Gliptoteca Fráncfort)

El estoicismo fue una escuela de filosofía establecida por Zenón de Citium (c. 334 - c. 262 a. C.). Si bien Zenón tenía un pensamiento sincrético, su principal influencia fueron los cínicos, con Crates de Tebas (c. 365 - c. 285 a. C.) como su mentor. El estoicismo es una filosofía de la ética personal que proporciona un sistema de lógica y puntos de vista sobre el mundo natural.
Además del autoconocimiento, la virtud de la razón estoica consiste en la ataraxia ('imperturbabilidad'), apatía ('desapasionamiento') y las eupatías ('buenos sentimientos'). El conocimiento de la propia naturaleza permitiría discernir aquello que el cuerpo y la vida en común exigen del individuo; la virtud consiste en no guiarse por las apariencias de las cosas, sino en guiarse en todo acto por la motivación de actuar racional y benevolentemente, y, sobre todo, aceptando el destino individual tal como ha sido predeterminado por la divinidad.
Los estoicos creen que "la virtud es suficiente para la felicidad". Quien haya alcanzado este sentido de la virtud se convertiría en un sabio. En palabras de Epicteto, este sabio estaría "enfermo y sin embargo feliz, en peligro y sin embargo feliz, moribundo y sin embargo feliz, en el exilio y feliz, en desgracia y sin embargo feliz". Marco Aurelio dice al respecto: “Si trabajas en lo que está delante de ti, siguiendo la recta razón con seriedad, vigor, calma, sin permitir que nada más te distraiga, pero manteniendo pura tu parte divina, como si estuvieras obligado a devolverla inmediatamente; si te aferras a esto, sin esperar nada, sino satisfecho de vivir ahora de acuerdo con la naturaleza, hablando verdad heroica en cada palabra que pronuncias, vivirás feliz. Y no hay hombre capaz de evitar esto."
El uso moderno del término "estoico" generalmente no se refiere a los seguidores del estoicismo, sino a las personas que se comportan de forma indiferente a las experiencias del mundo o que reprimen los sentimientos en general. Dado el énfasis del estoicismo en reaccionar de forma indiferente a la negatividad, se ve como un camino para lograr la felicidad.

## Antigua Roma

### Escuela de la Sextios
La Escuela de los Sextios fue fundada por Quinto Sextio (70 a. C.). Se caracterizó principalmente como una escuela médico-filosófica, mezclando elementos pitagóricos, platónicos, cínicos y estoicos. Los sextianos, como las escuelas helenísticas, desarrollaron un sistema hacia la eudaimonia. Argumentaron que para alcanzar la felicidad, uno debe ser vegetariano, tener exámenes de conciencia nocturnos, evitar tanto el consumismo como la política, y creer que un poder incorpóreo elusivo impregna el cuerpo.

### Agustín de Hipona
Agustín de Hipona (354 - 430 d. C.) fue un teólogo y filósofo cristiano primitivo cuyos escritos influyeron en el desarrollo del cristianismo y la filosofía occidental.
Para Agustín, todas las acciones humanas giran en torno al amor como bien supremo (Summum Bonum), y el principal problema que enfrentan los humanos es el extravío del mismo. Sólo en Dios se puede encontrar la felicidad ((Agustín usa el término latino beatitudo), ya que él es su fuente. Dado que la humanidad fue engendrada por Dios, pero desde entonces ha caído, el alma individual recuerda vagamente la felicidad de cuando estaba con Dios. Así, si uno se orienta hacia el amor de Dios, todos los demás amores se ordenarán debidamente. De esta manera, Agustín sigue la tradición neoplatónica al afirmar que la felicidad está en la contemplación del reino puramente inteligible. Dice al respecto: "La vida feliz es alegría basada en la verdad. Este es el gozo fundado en ti, oh Dios, que eres la verdad."
Agustín trata directamente el concepto de felicidad en sus obras De beata vita y Contra Academicos.
Según Agustín, "la inmortalidad es uno de los mayores requisitos previos para alcanzar la verdadera felicidad." Esto lo acerca a los platónicos que insisten en la inmortalidad del alma y lo aleja de los epicúreos y los estoicos que ven la felicidad como la liberación del sufrimiento y la ansiedad. A pesar de ello, Agustín se diferencia del platonismo en que, para él, no existe sólo la inmortalidad del alma sino la resurrección del cuerpo, algo que ya había escandalizado a los atenienses cuando el apóstol Pablo les había predicado. Agustín sitúa a los estoicos por encima de los epicúreos, porque "enseñan que la felicidad no procede del placer del cuerpo sino de la virtud del espíritu".

### Boecio

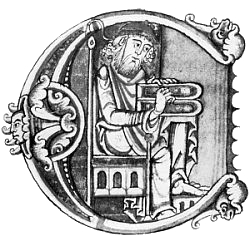
Boecio en un manuscrito de su Consolatio philosophiae. Oxford, Bodleian Library, Auct. F.6.5

Boecio (c. 480–524 d. C.) fue un filósofo conocido por haber escrito la Consolación de la filosofía. El libro comienza con un poema elegíaco en el que el autor lamenta su triste destino y la infidelidad de la fortuna; odia la vida, pero espera en vano la muerte redentora."Filosofía" es el nombre propio de la alegoría femenina con la cual dialoga Boecio en la obra,  durante el año de prisión que Boecio cumplió mientras esperaba el juicio, y su eventual ejecución, por el presunto delito de traición al rey ostrogodo Teodorico el Grande. Esta experiencia inspiró el texto, que refleja cómo puede existir el mal en un mundo gobernado por Dios (el problema de la teodicea), y cómo la felicidad todavía es alcanzable en medio de la fortuna voluble, al mismo tiempo que considera la naturaleza de la felicidad y Dios. Nadie disfruta de una perfecta satisfacción con su suerte y la felicidad no depende de nada que la Fortuna pueda dar, hay que buscarla dentro de sí (Capítulo V). Todos los dones de la Fortuna son externos y, por tanto, nunca pueden ser realmente nuestros. El hombre no puede encontrar su bien en las posesiones mundanas y las riquezas traen ansiedad y problemas (Capítulo VI). Una posición privilegiada sin virtud es un mal, no un bien. El poder es un nombre vacío. La fama es cosa de poca importancia comparada con la inmensidad del Universo y la infinitud del Tiempo. Un solo servicio puede hacer la fortuna cuando revela su propia naturaleza y distingue a los verdaderos amigos de los falsos (Capítulo VIII). Plantea que la felicidad se adquiere alcanzando el bien perfecto, y que ese bien perfecto es Dios. Concluye que como Dios gobierna el universo a través del Amor, la oración a Dios y la aplicación del Amor conducirían a la verdadera felicidad.
La obra tuvo una influencia importante en el cristianismo de la Edad Media y principios del Renacimiento.

## Edad Media
Las filosofías de la felicidad establecidas en la antigüedad también dominaron las épocas posteriores hasta la Edad Moderna, incluso han encontrado su camino en las ideas de felicidad actuales. El cristianismo, que determinó la filosofía de la Edad Media, también tomó prestadas muchas ideas de conceptos antiguos de felicidad, como la idea de ascetismo que se encuentra en Diógenes de Sinope, o una idea de salvación que el estado permanente de felicidad no es. terrenal, pero sólo después de la muerte, en el más allá, se puede lograr, como también lo describe Platón. En el Nuevo Testamento, la idea de felicidad es particularmente evidente en el Libro del Apocalipsis: “Vi entonces cielos nuevos y tierra nueva; […] y él, Dios, estará con ellos. Él enjugará toda lágrima de sus ojos: no habrá más muerte, ni llanto, ni lamento, ni trabajo.” (Ap 21:1-5 EU) Aquí nuevamente se puede encontrar el pensamiento de Epicuro de que la felicidad significa estar libre del dolor. se puede equiparar. En el Antiguo Testamento hay otras ideas de felicidad: el justo, es decir, el que obedece los mandamientos de Dios, será recompensado con una vida plena en esta vida. Las dudas sobre la corrección de esta idea ya están formuladas en el mismo Antiguo Testamento, por ejemplo en el Libro de Job, en el que se habla del sufrimiento injusto de una persona justa. Aquí radica una base importante para las ideas que prevalecieron en el judaísmo tardío y en la Iglesia cristiana: la salvación y el paraíso después del Juicio Final. En la vida terrena, por ejemplo, se predica el ascetismo (cf. por ejemplo, el celibato) y se hace referencia a la felicidad en el más allá. 

### Pseudo-Dionysius Areopagita
En la llamada teología mística, es sobre todo el Pseudo-Dionisio Areopagita,  que vivió alrededor del año 500,  quien se ocupa de la idea de la felicidad. Dios se caracteriza y se aborda mejor mediante negaciones que mediante afirmaciones. Todos los nombres y representaciones teológicas deben ser negados. Según él, el alma humana anhela a Dios. Este anhelo sólo puede ser satisfecho a través de una unión mística con Dios. Tal unión mística sólo puede tener lugar en el éxtasis, en el que el hombre también encuentra la felicidad. Dionisio escribe: "Porque al salir de ti mismo, libre y completamente desprendido de todo, serás elevado al rayo supraesencial de la oscuridad divina."

### Tomás de Aquino

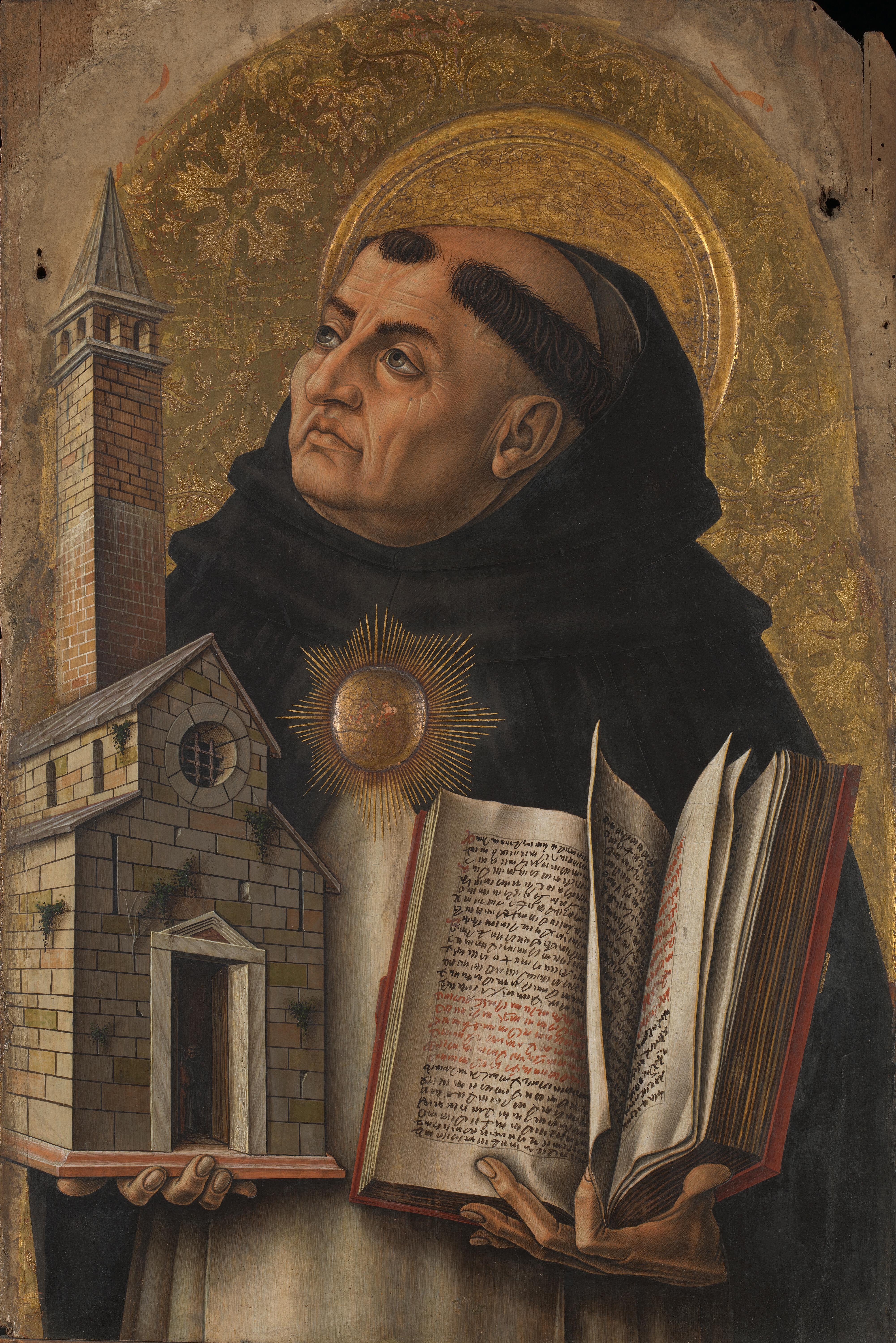
Tomás de Aquino (pintura póstuma de Carlo Crivelli, 1476)

Tomás de Aquino (1225 - 1274) fue un filósofo y teólogo que se convirtió en doctor de la Iglesia en 1323. Sincretizó el aristotelismo y la teología católica en su magnum opus Summa Theologica.
Según Tomás de Aquino, la felicidad perfecta no se puede encontrar en ningún placer físico, ningún poder mundano, ningún grado de fama u honor temporal, ni tampoco en ninguna realidad finita. Solo se puede encontrar en algo que es infinito y perfecto, y esto es Dios. Y como Dios no es una cosa material sino puro espíritu, estamos unidos a Dios al conocerlo y amarlo. En consecuencia, la unión con Dios es la felicidad humana más perfecta y el fin último de la vida humana.

### Avicena
Avicena (c. 980-1037), también conocido como 'Ibn-Sina', fue un erudito y jurista; se le considera uno de los pensadores más importantes de la Edad de Oro islámica. Avicena consideraba que la felicidad verdadera existe fuera del mundo material y que es necesario que el ser humano reciba una iniciación que le permita controlar sus pasiones y experimentar la verdadera felicidad gracias a la ayuda divina.  Según él, la felicidad es el fin del ser humano, y esa verdadera felicidad es pura y libre de intereses mundanos. En última instancia, la felicidad se alcanza a través de la conjunción del intelecto humano con el intelecto activo separado.

### Al-Ghazali
Al-Ghazali (c. 1058-1111) fue un teólogo, jurista, filósofo y místico musulmán de ascendencia persa, quien escribió cerca del final de su vida, La alquimia de la felicidad (Kimiya-yi Sa'ādat, (en persa: كيمياى سعادت‎ ). En el trabajo, enfatiza la importancia de observar los requisitos rituales del Islam, las acciones que conducen a la salvación y la evitación del pecado. Según Al-Ghazali, hay cuatro componentes principales de la felicidad: el conocimiento propio, el conocimiento de Dios, el conocimiento de este mundo como realmente es y el conocimiento del otro mundo como realmente es. Solo mediante el ejercicio de la facultad humana de la razón, una habilidad dada por Dios, se puede transformar el alma de la mundanalidad a la completa devoción a Dios, la felicidad suprema.

### Maimónides
Maimónides (c. 1135-1204) fue un filósofo y astrónomo judío, que se convirtió en uno de los eruditos y médicos de la Torá más prolíficos e influyentes. Escribe que la felicidad es última y esencialmente intelectual.

## Época moderna

### Michel de Montaigne

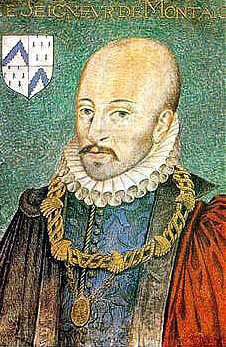
Michel de Montaigne, por Daniel Dumonstier.

Michel de Montaigne (1533-1592) fue un filósofo francés. Influenciado por Zenon, Epicuro und Pirro. Los ensayos de Montaigne no se centran en cuestiones de política, justicia o metafísica, sino en la pregunta sobre la vida buena y exitosa y las respuestas a ella. Muchos de los contemporáneos de Montaigne todavía consideraban pecaminoso el derecho de un individuo a la felicidad personal. La bienaventuranza eterna era lo que contaba, y el acceso a ella debía mantenerse abierto a través de la vida terrenal, esta peregrinación a través del valle de lágrimas. Montaigne se alejó mucho de este punto de vista. Junto con la convicción de la separación de las esferas de la vida pública y privada, Montaigne escribe que la felicidad es un estado mental subjetivo y que la satisfacción difiere de persona a persona. Consideraba que a uno se le debe permitir una esfera privada de la vida para realizar esos intentos particulares de felicidad sin la interferencia de la sociedad.
Montaigne es uno de los primeros pensadores modernos que sabe apreciar teóricamente las posibilidades de felicidad en este mundo y las enfatiza mucho más que la de una vida bienaventurada en el más allá, que se promete como meta y recompensa de una vida cristiana llena de virtud y fuerza de la fe. Para Montaigne, "la verdadera felicidad de nuestra vida" es una "que brota de la calma y la satisfacción de una mente recta y la determinación y seguridad en sí mismo de un alma equilibrada".
Para Montaigne, como para Séneca y los estoicos en general, la felicidad creada por uno mismo de una vida virtuosa es indestructible. En su retórica humanista, la virtud no es una instancia represiva, sino que "Ama la vida, ama la belleza, fama y salud." La naturaleza es más original y relevante para la vida humana que la cultura y las costumbres que se le aplican. Solo aquellos que viven de acuerdo con la naturaleza pueden vivir felices, pero sin ignorar los hábitos y requisitos predominantes del Estado, la religión, el poder judicial, etc. en disputas peligrosas, que también podrían hacerle infeliz. Para Montaigne, la felicidad consiste en encontrar el justo equilibrio entre una vida acorde con la naturaleza y una vida acorde con la cultura.

### Jeremy Bentham

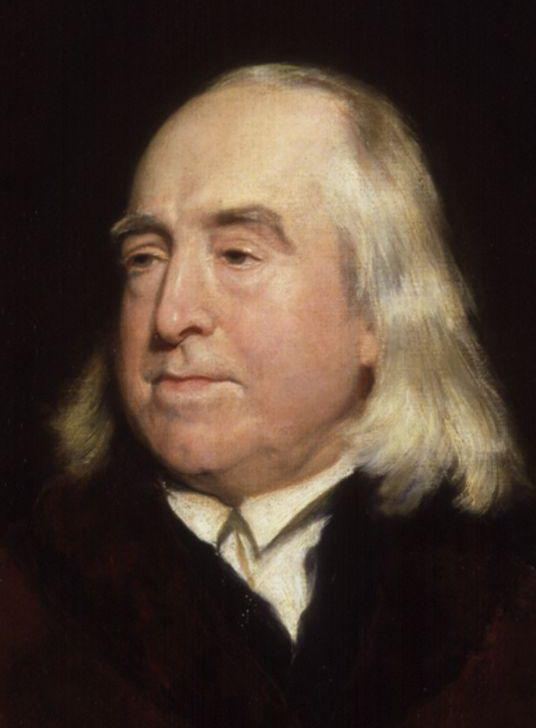
Jeremy Bentham

Jeremy Bentham (1748–1832) fue un filósofo, jurista y reformador social británico. Se le considera el fundador del utilitarismo moderno.
El curso de acción correcto, según Jeremy Bentham, es aquel que posibilita la mayor utilidad, donde esta se define como el placer agregado (felicidad) menos cualquier sufrimiento (dolor) de cada individuo afectado por la acción. Con el propósito de calcular la utilidad de una acción dada, ideó el felicific calculus, que determina el grado de felicidad que causa una acción específica, y por lo tanto, su rectitud moral.  Según este cálculo, por ejemplo, el sacrificio ascético es moralmente incorrecto.
- Para ser incluidos en este cálculo hay varias variables (o vectores), que Bentham llamó "circunstancias". Estos son:     Intensidad: ¿Qué tan fuerte es el placer?
- Duración: ¿Cuánto durará el placer?
- Certeza o incertidumbre: ¿Qué tan probable o improbable es que ocurra el placer?
- Proximidad o lejanía: ¿Qué tan pronto ocurrirá el placer?
- Fecundidad: La probabilidad de que la acción sea seguida por sensaciones del mismo tipo.
- Pureza: La probabilidad de que no le sigan sensaciones del tipo opuesto.
- Alcance: ¿Cuántas personas se verán afectadas?[96][97]

Betham argumentó que "[…] la utilidad de todas estas artes y ciencias, […] el valor que poseen, es exactamente proporcional al placer que producen. Cualquier otra especie de preeminencia que pueda intentarse establecer entre ellos es completamente fantasiosa. Prejuicios aparte, el juego de la chincheta tiene el mismo valor que las artes y las ciencias de la música y la poesía. Si el juego de chinchetas proporciona más placer, es más valioso que cualquiera de los dos”.

### John Stuart Mill

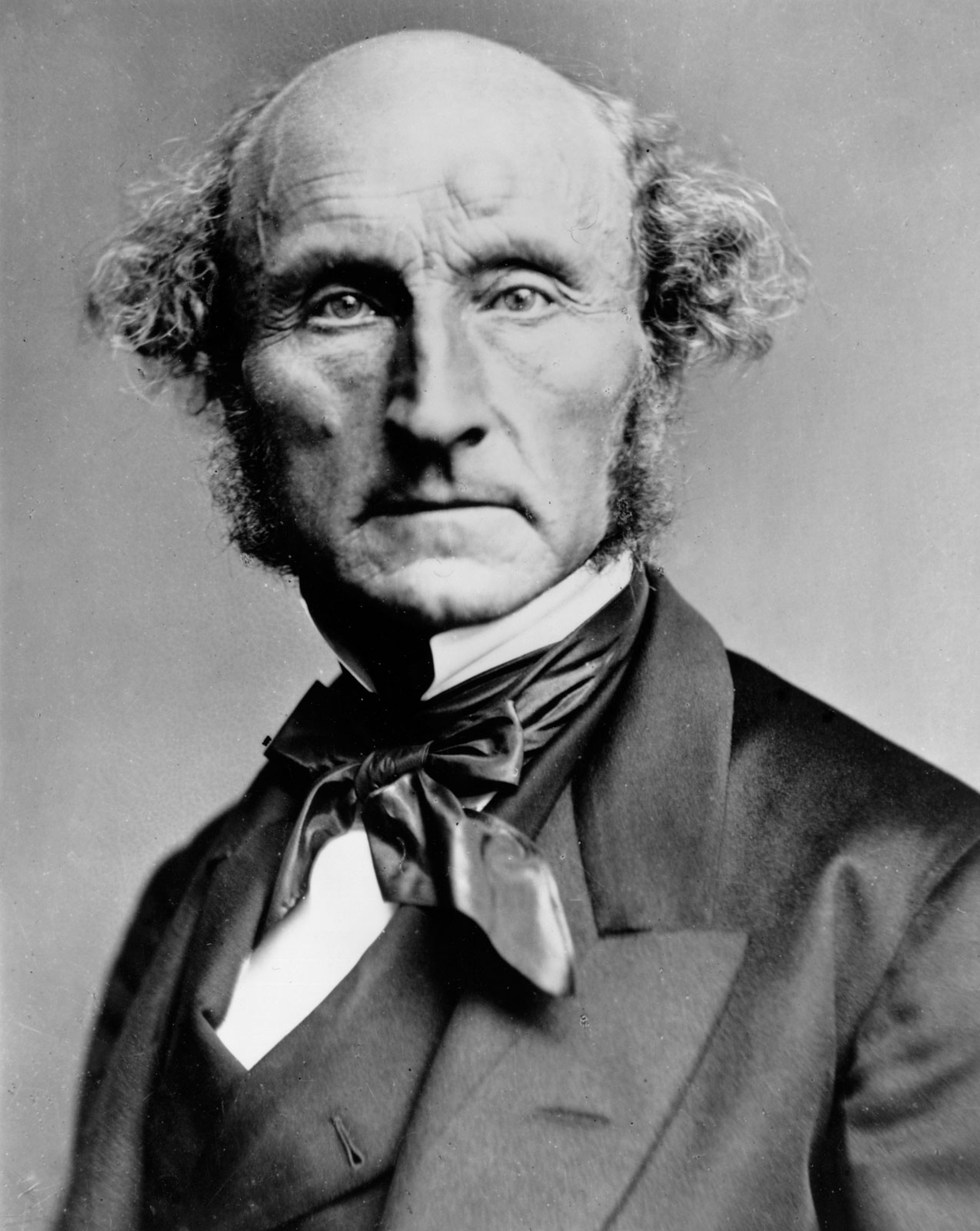
John Stuart Mill en 1870

John Stuart Mill (Londres, 20 de mayo de 1806-Aviñón, Francia; 8 de mayo de 1873) fue un filósofo, político y economista británico, representante de la escuela económica clásica y teórico del utilitarismo. 
La concepción de la moral en Mill está basada en la idea de la felicidad. Escribe: "La opinión de que la utilidad, o el principio de la mayor felicidad, es la base de la moralidad sostiene que las acciones son moralmente correctas en la medida en que tienden a promover la felicidad, y moralmente incorrectas en la medida en que tienden a promover lo opuesto a la felicidad” Según la lectura de la historia de Mill, el utilitarismo y el epicureísmo eran en aspectos esenciales lo mismo. Mill enuncia dos estrategias básicas a seguir, una es maximizar la felicidad y la otra minimizar el sufrimiento. La felicidad se logra a través del placer, mientras que el dolor y la ausencia de placer deben evitarse. Según Mill, la tarea de la sociedad (el Estado) es lograr la máxima felicidad para el máximo número de personas. Sin embargo, Mill va más allá que Bentham y no sólo distingue entre los llamados placeres superiores e inferiores, sino que también otorga a personas de diferente sensibilidad e inteligencia una evaluación diferente con respecto al principio de la mayor felicidad del mayor número. Mediante un voto mayoritario se debe decidir qué tipo de felicidad se calificará como de mayor prioridad.
John Stuart Mill considera que para la gran mayoría de las personas la felicidad es algo circunstancial, en vez de ser un objetivo por el que se lucha directamente. Esto significa no tener autoconciencia, escrutinio, autointerrogación, insististencia o cuestionamiento de la propia felicidad. Si afortunadamente se da la ocasión propicia, uno "inhalaría la felicidad con el aire que respira".

### Immanuel Kant

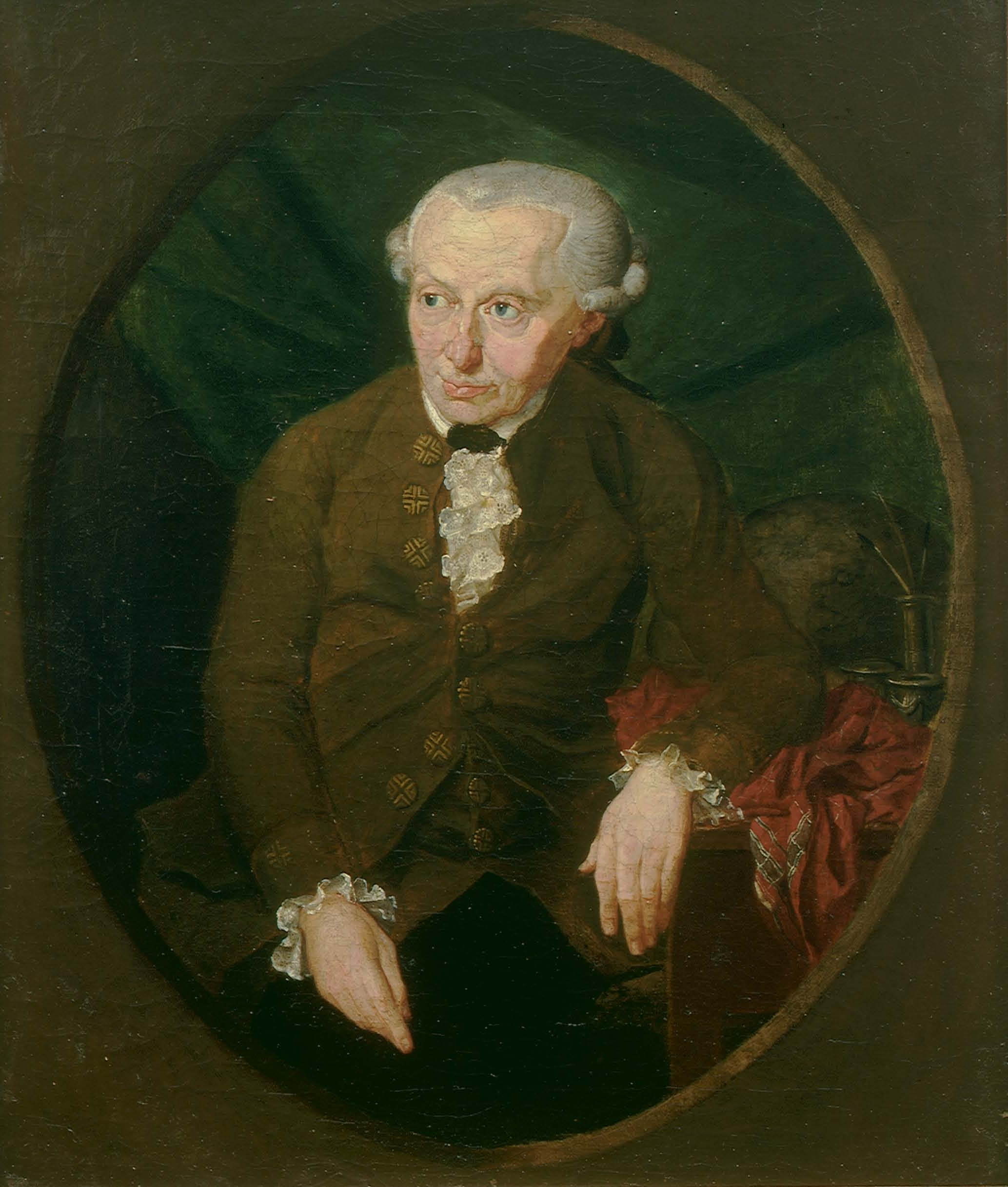
Immanuel Kant, por Gottlieb Doebler, 1791.

Immanuel Kant (Königsberg, Prusia; 22 de abril de 1724-Königsberg, Prusia; 12 de febrero de 1804) fue un filósofo prusiano de la Ilustración.
El concepto de felicidad de Immanuel Kant está más en la tradición estoica: se equipara con el objetivo moral principal. Kant escribe: “La esencia de todo valor moral en las acciones es que la ley moral determina directamente la voluntad. Si la voluntad se determina según la ley moral, pero sólo por medio de un sentimiento de cualquier especie, que debe presuponerse para que cada uno se convierta en un motivo suficiente de determinación de la voluntad, y por lo tanto no por causa de la ley; así la acción contendrá legalidad, pero no moralidad.” Dice Kant en la Fundamentación de la metafísica de las costumbres: "En suma: nadie es capaz de determinar, por un principio, con plena certeza, qué sea lo que le haría verdaderamente feliz, porque para tal determinación sería indispensable tener omnisciencia. Así, pues, para ser feliz, no cabe obrar por principios determinados, sino sólo por consejos empíricos: por ejemplo, de dieta, de ahorro, de cortesía, de comedimiento, etc; la experiencia enseña que estos consejos son los que mejor fomentan, por término medio, el bienestar."
Para Kant, el concepto de felicidad no es tangible, ya que incluso las inclinaciones más simples son vacilantes y, por lo tanto, el concepto es válido solo temporalmente. Rechaza la eudemonía ya que "si se erige la eudemonía (principio de la felicidad) como principio básico en lugar de la eleuteronomía (principio de la libertad en la legislación interna), el resultado es la eutanasia (la muerte apacible) de toda moralidad.". eemplaza el concepto de felicidad por el de deber, ya que la felicidad no se puede alcanzar durante la vida, porque su búsqueda restringe la acción y el deber. Uno puede hacerse digno de la felicidad a través de la acción moral. Importante aquí es la teoría de síntesis que implementa el acoplamiento de la felicidad a la acción moral ya exigida por Sócrates. Kant sostiene que "“No puedo hacer el bien a nadie según mis conceptos de la felicidad [. . .], sino que según los conceptos de aquel a quien pienso dispensar un beneficio”. La felicidad se convierte en una tarea moral y el bien supremo se convierte en un fin.

### Arthur Schopenhauer

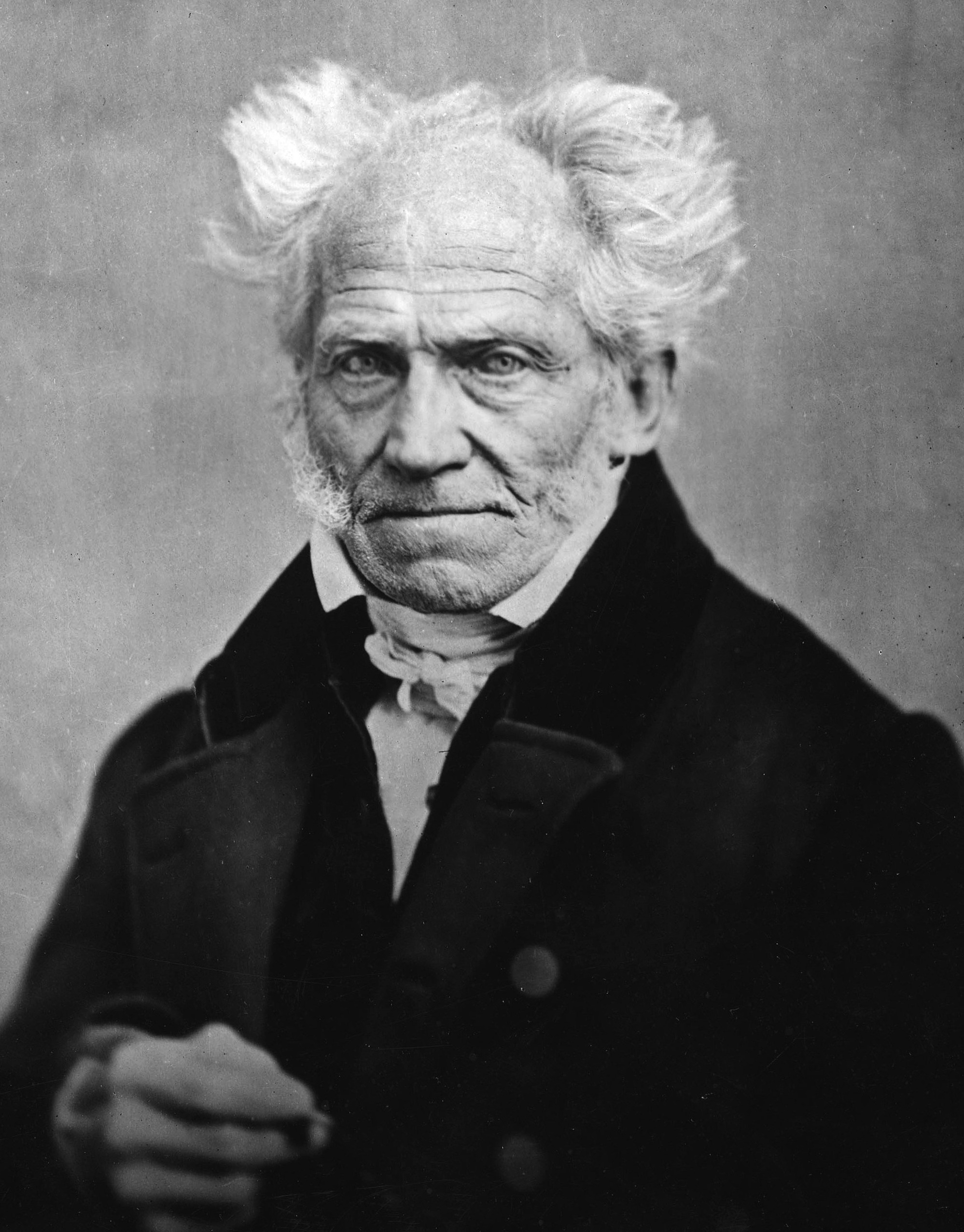
Arthur Schopenhauer. Fotografía de Johann Schäfer (1855)

Arthur Schopenhauer (Gdansk, 22 de febrero de 1788-Fráncfort del Meno, Reino de Prusia, 21 de septiembre de 1860) fue un filósofo alemán 
Schopenhauer considera que "El mundo es simplemente un infierno, y las personas son las almas atormentadas por un lado y los demonios en él por el otro." Presenta una teoría "negativa" de la felicidad, una especie de "tecnología para evitar la desgracia" porque la "felicidad" no puede interpretarse positivamente de acuerdo con su cosmovisión pesimista. Schopenhauer prologó sus Aphorismen zur Lebenskunst (Aforismos sobre el arte de vivir) con un lema del moralista francés Nicolas Chamfort: "La felicidad no es fácil: es muy difícil encontrarla dentro de nosotros, e imposible encontrarla en otra parte" y comentó la quintaesencia de la frase de Chamfort con las palabras: "La felicidad pertenece a aquellos que son autosuficientes. Porque todas las fuentes externas de felicidad y placer son, por su propia naturaleza, sumamente inciertas, precarias, transitorias y sujetas al azar."
Inspirándose en la división de los bienes de la vida en la Ética a Nicómaco de Aristóteles -bienes externos, del alma y del cuerpo-, Schopenhauer propone una diferente: 1) Lo que uno es (la personalidad, en sentido amplio: salud, fuerza, belleza, temperamento, carácter moral, inteligencia); 2) lo que uno tiene (propiedad, posesiones); 3) lo que uno representa (honor, rango, fama...). El mayor bien corresponde a aquello que uno es, de lo cual depende cómo se percibe lo exterior, hasta el punto de que "en un mismo ambiente, cada cual vive en un mundo distinto". La principal riqueza de la vida viene de ahí, pues "todo lo que existe y sucede para el hombre sólo existe inmediatamente en su conciencia y sucede para ésta", y todo depende de cómo se concibe la realidad. Puesto que el carácter está prefijado, la vida consiste en variaciones sobre un mismo tema. Ahí, en el carácter (innato), se establece ya la medida de la felicidad posible de cada uno; y especialmente determinan dicha medida los límites de las capacidades espirituales de cada cual: pues los goces más elevados son los del espíritu.  Los bienes (2) y (3) tan solo tienen la ventaja para uno de que no dependen del tiempo (el cual mengua las facultades anímicas) y de que se pueden adquirir.

### Nietzsche

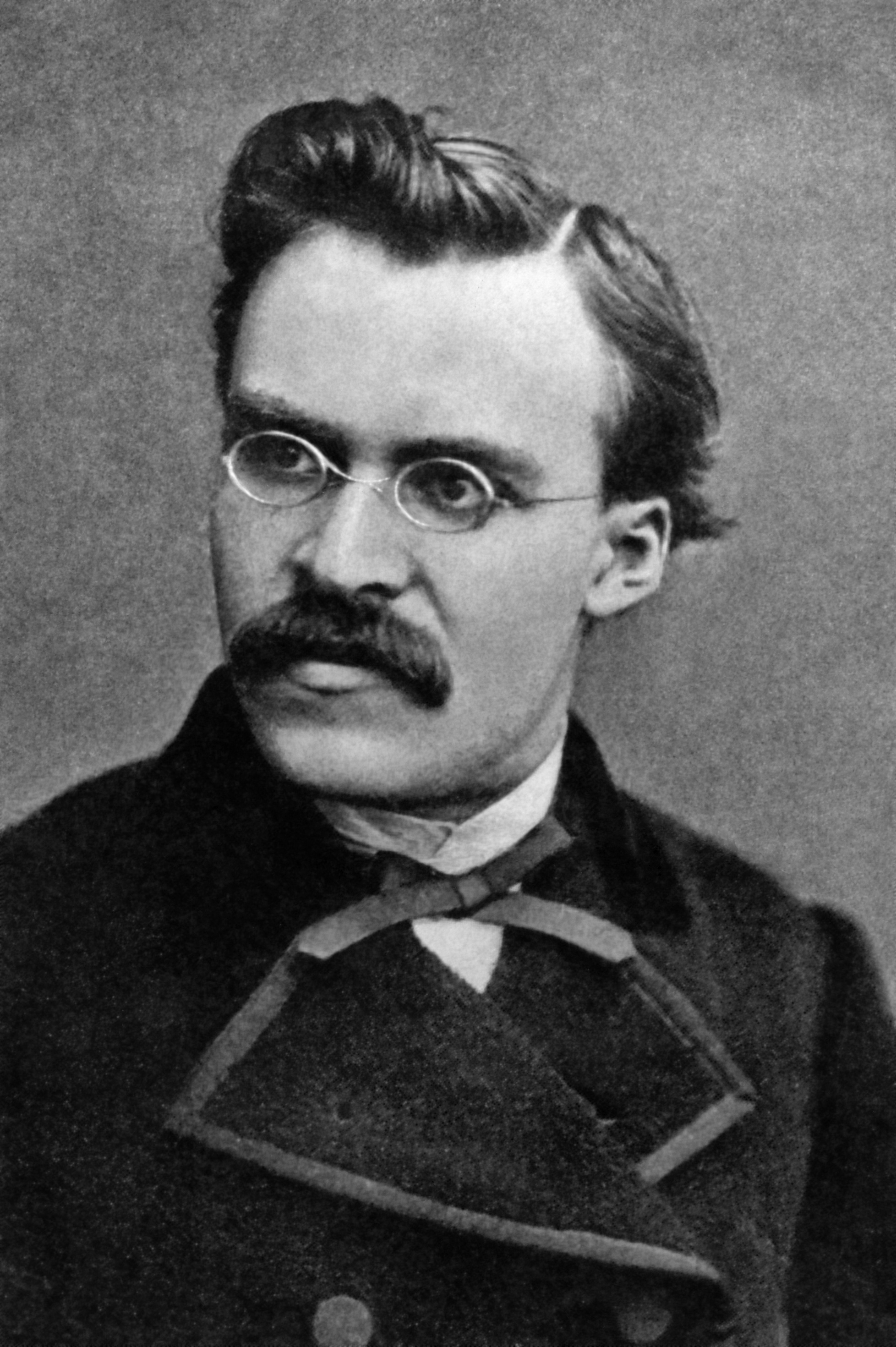
Friedrich Nietzsche, 1869.

Friedrich Nietzsche (1844–1900) fue un filósofo, poeta, crítico cultural y filólogo alemán cuyo trabajo ha ejercido una profunda influencia en la filosofía contemporánea. 
El filósofo Werner Stegmaier opina que Nietzsche no desarrolló una filosofía de la felicidad como disciplina especial, pero que su filosofía es también una filosofía de una felicidad, pero definida de otra forma. La teoría de la voluntad de poder de Nietzsche implica que la felicidad no es una meta por la que el hombre se deba realmente esforzar. La alegría es simplemente el reflejo consciente de nuestra fortaleza. Nietzsche anhelaba una cultura que estableciera metas más altas y difíciles que la "mera felicidad". Introdujo la figura casi distópica del "último hombre" (der letzte Mann) como una especie de experimento mental contra los utilitaristas y los buscadores de la felicidad. El “último hombre” que piensa en términos de paz y bienaventuranza queda atrapado en contradicciones. Sin lucha no hay felicidad. Los "pequeños hombres" que buscan sólo su propio placer y salud, evitando todo peligro, esfuerzo, dificultad, desafío y lucha son despreciables. Nietzsche, en cambio, quiere que consideremos el valor de lo que es difícil, lo que solo se puede ganar a través de la lucha, la dificultad y el dolor. Él quiere que consideremos el valor afirmativo del sufrimiento y la infelicidad que crean todo lo que tiene un gran valor en la vida, incluidos todos los logros más elevados de la cultura humana, y no menos importante toda la filosofía.
Dice Nietzsche en Humano, demasiado humano: "¿Qué lo bueno? - Todo lo que aumenta el sentimiento de poder, la voluntad de poder, el poder mismo en el hombre. ¿Qué es lo malo? - Cualquier cosa que provenga de la debilidad. ¿Qué es la fortuna? - La sensación de que el poder está creciendo, que se está superando una resistencia." La obra última que puede realizar un pensador es entonces el amor fati, el amor a la fortuna, el sentimiento de felicidad en todo lo que sucede porque ha reconocido que sólo puede suceder de esta manera y de ninguna otra. Nietzsche profetizó una crisis de valores europea, que implicaría la autosuperación del nihilismo mediante una revertirsión de la "voluntad de nada" a la voluntad del eterno retorno, transformada en una afirmación dionisíaca de la "fatalidad de todo lo que fue y será". Esta actitud trágico-heroica ya prefiguraba lo que luego llamó "pesimismo de la fuerza".

## Época contemporánea

### Bertrand Russell

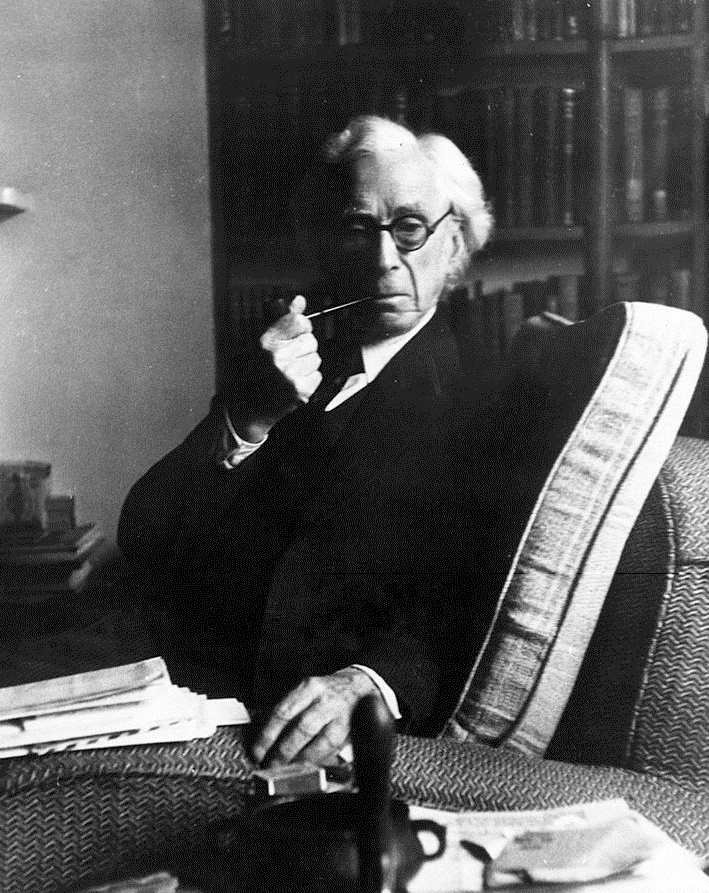
Bertrand Russell en 1954

Bertrand Arthur William Russell (Trellech, Monmouthshire; 18 de mayo de 1872-Penrhyndeudraeth, Gwynedd, 2 de febrero de 1970) fue un filósofo, matemático, lógico y escritor británico, ganador del Premio Nobel de Literatura.
Russell plantea sobre todo la cuestión de la relación entre la sociedad en la que vive una persona y la felicidad del individuo. Primero afirma: "Cuando se satisfacen las necesidades básicas, la felicidad de la mayoría de las personas depende de dos cosas: su trabajo y sus relaciones sociales" Russell cree que la sociedad es fundamental para la felicidad de sus individuos, en una mala sociedad la gente es más infeliz que en una con un buen orden social. Si bien Russell considera que la sociedad es elemental, admite que el otro también puede ser fuente de desagrado: “En la vida cotidiana de la mayoría de las personas, el miedo juega un papel más importante que la esperanza; están más llenos con la idea de ser poseídos por otros que con la alegría que pueden crear en sus propias vidas o en las vidas de otros con quienes entran en contacto " Russell considera que la felicidad reside más en el individuo que en el Estado. Escribe: “Si todos los hombres tuvieran el coraje de vivir así [sin miedo] frente a la adversidad y los obstáculos, no sería necesario que la renovación de la sociedad comenzara con la reforma política y económica: todo esto seguiría sin resistencia de la renovación moral de los individuos.”

### Herbert Marcuse

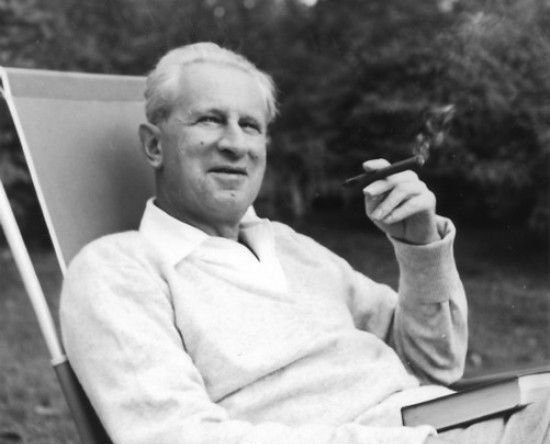
Herbert Marcuse (1955)

Herbert Marcuse (19 de julio de 1898 en Berlín - 29 de julio de 1979 en Starnberg) fue un filósofo, sociólogo y teórico político germano-estadounidense asociado con la Escuela de Fráncfort.
En su ensayo de 1937 'El carácter afirmativo de la cultura', sugiere que la cultura desarrolla tensión dentro de la estructura de la sociedad, y en esa tensión puede desafiar el orden social actual. Si se separa del mundo cotidiano, la exigencia de felicidad dejará de ser externa y pasará a ser objeto de contemplación espiritual. En El hombre unidimensional, su crítica al consumismo sugiere que el sistema actual es uno que dice ser democrático, pero tiene un carácter autoritario, ya que solo unos pocos individuos dictan las percepciones de libertad al permitir que ciertas opciones de felicidad estén disponibles a la compra. Sugiere además que la concepción de que 'la felicidad se puede comprar' es psicológicamente dañina.

### Viktor Frankl

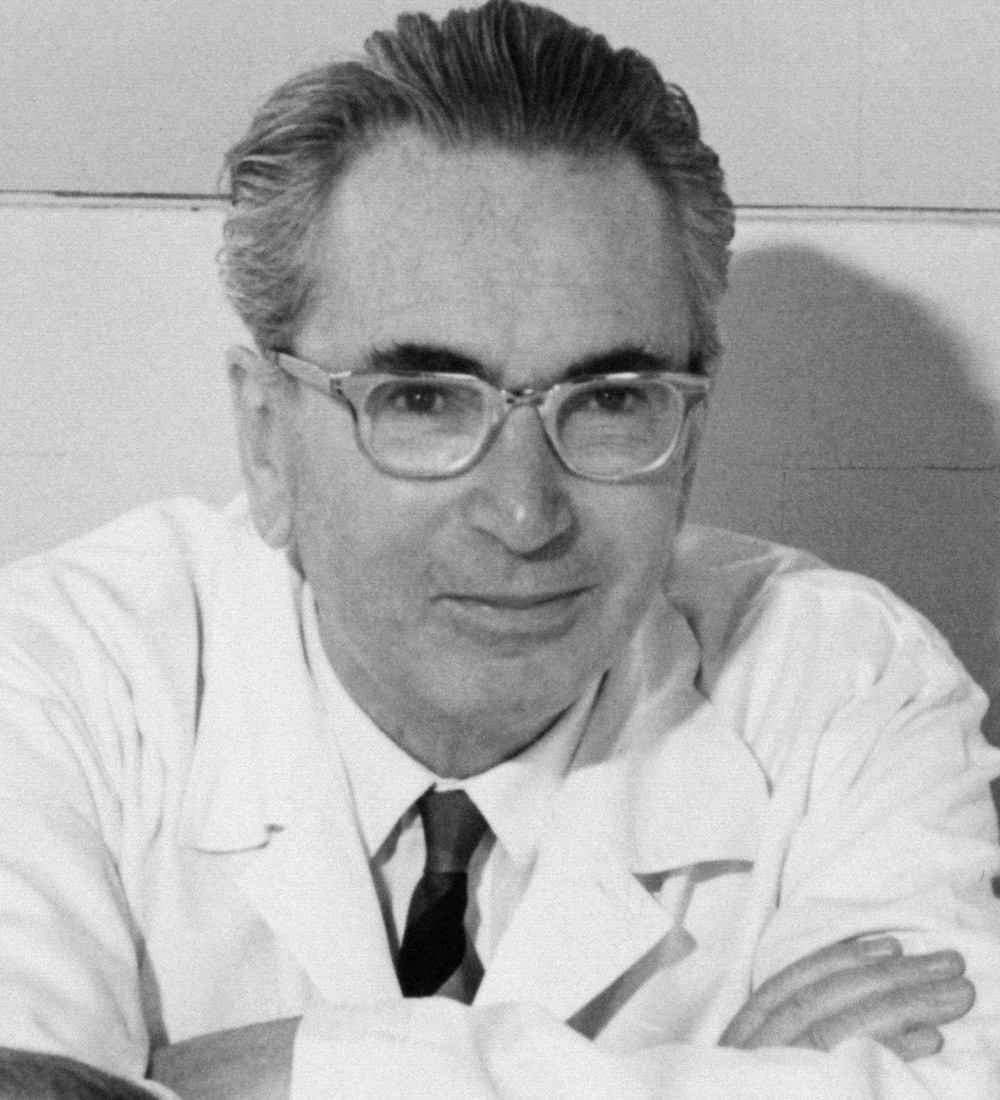
Viktor Frankl, Viena, 1965

Viktor Frankl (1905–1997) fue un neurólogo, psiquiatra, sobreviviente del Holocausto y fundador de la logoterapia. Su filosofía gira en torno al énfasis en el significado, el valor del sufrimiento y la responsabilidad hacia algo más grande que uno mismo;  solo si uno se encuentra con esas preguntas puede uno ser feliz. Frankl describió en su libro … trotzdem Ja zum Leben sagen. Ein Psychologe erlebt das Konzentrationslager sus experiencias en los campos de concentración alemanes, incluido el campo de concentración de Auschwitz y los campos de concentración satélites Kaufering III y VI, durante la Segunda Guerra Mundial. El título contiene la cita "Sin embargo, di sí a la vida" del estribillo del himno del campo de concentración de Buchenwald interpretado por el prisionero Fritz Löhner-Beda. En el campo de concentración, en extrema desolación y situación desesperada, Viktor Frankl encontró consuelo y esperanza en la anticipación del futuro y en un pasado que no puede sernos quitado

### Michel Onfray

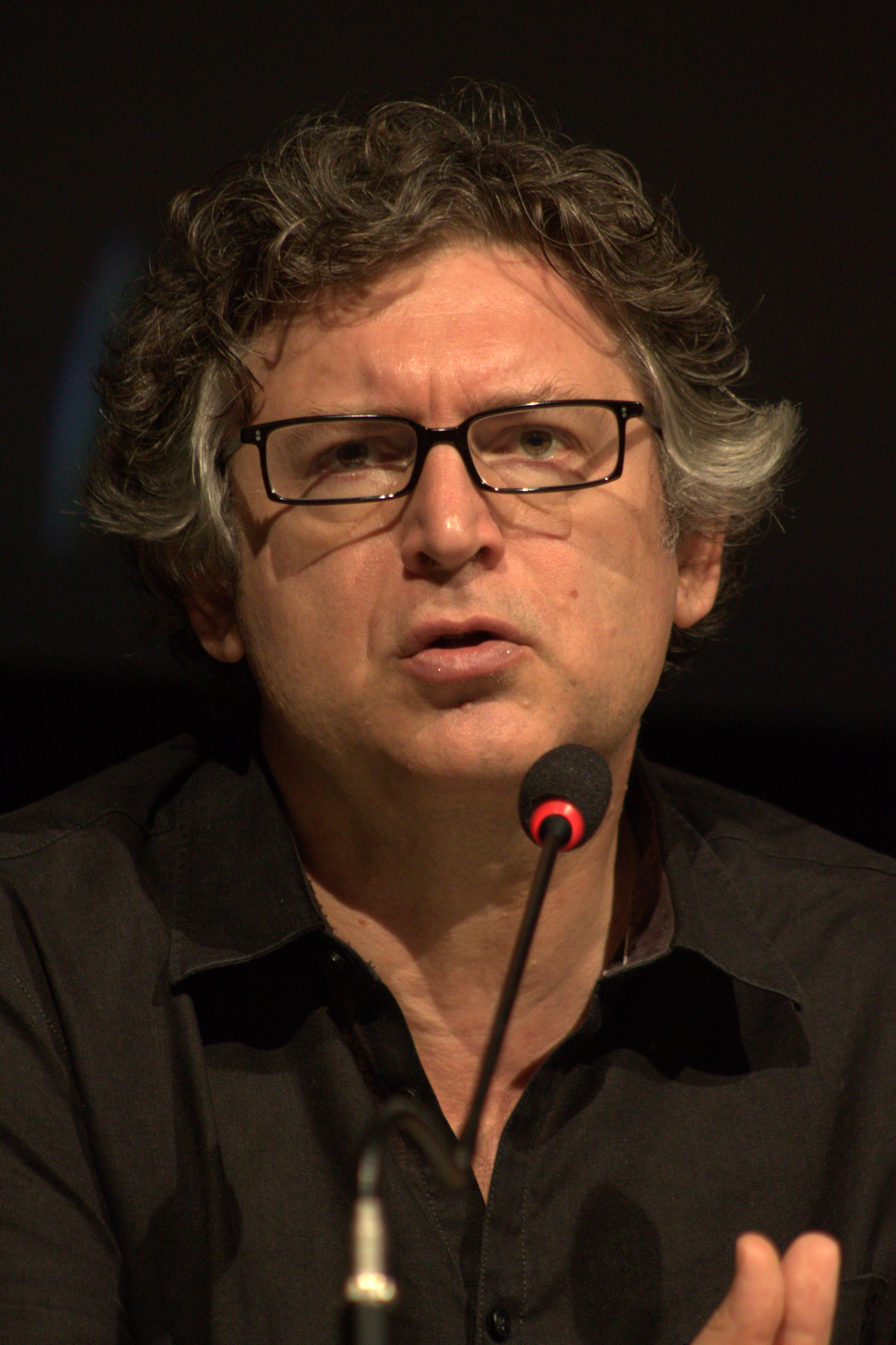
Michel Onfray 2012

Michel Onfray (nacido en 1959) es un escritor y filósofo francés con una cosmovisión hedonista, epicúrea y atea. En La puissance d'exister: Manifeste hédoniste (El deseo de ser un volcán. Diario hedonista), Onfray afirma que la dimensión política del hedonismo va desde Epicuro hasta John Stuart Mill, Jeremy Bentham y Claude Adrien Helvétius. El hedonismo político apunta a crear la mayor felicidad para el mayor número de personas. Onfray define el hedonismo "como una actitud introspectiva ante la vida basada en disfrutar uno mismo y complacer a los demás, sin dañarse a sí mismo ni a los demás". Afirma también que "En oposición al ideal ascético defendido por la escuela de pensamiento dominante, el hedonismo sugiere identificar el bien supremo con el placer propio y el de los demás; el uno nunca debe ser complacido a expensas de sacrificar el otro. Lograr este equilibrio -mi placer al mismo tiempo que el placer de los demás- supone abordar el tema desde diferentes ángulos -político, ético, estético, erótico, bioético, pedagógico, historiográfico."

### Georg Römpp
Georg Römpp examina la utilidad de la idea de 'felicidad' para las personas en su libro Das Anti-Glücksbuch (El libro contra la felicidad) y llega a una conclusión negativa en general. Römpp parte de una investigación conceptual-histórica y conceptual-analítica. Sobre esta base llega a la conclusión de que la búsqueda de la felicidad no es útil para el hombre porque el hombre lucha por un 'todo' con ella, aunque la vida consiste en detalles, porque el hombre trata con ella apegado a algo que es demasiado general y por lo tanto pierde contacto con lo real e individual, porque las personas quieren medir y comparar sus propias vidas y las vidas de otras personas y comienzan a evaluar toda la vida de esta manera en un horizonte cerrado, porque las personas ya no pueden aceptar a otras personas en su individualidad y también verse a sí mismas desde perspectivas extranjeras, porque las personas se atribuyen a sí mismas un yo falso y rígido, que tratan de realizar de manera no libre, y porque al hacerlo así el hombre pone en peligro su libertad al aceptar la compulsión de ser 'feliz' en formas que han surgido en la tradición o son prescritas por otras personas. Römpp contradice así la opinión de que la felicidad debe ser la meta del arte de vivir. Contrasta incluso positivamente el arte de vivir con la lucha por la felicidad, porque este arte es capaz de prescindir de la falsa generalidad, de los conceptos fijos y de la orientación hacia un falso todo en la lucha por la felicidad. Como todo arte, el arte de vivir trabaja sobre el individuo y usa habilidades creativas para crear algo nuevo, de modo que sea capaz de liberar al hombre de tradiciones rígidas que dictan lo que debe 'finalmente' luchar. Römpp afirma la individualidad de la vida humana frente a la idea de 'felicidad' y por lo tanto plantea una crítica radical de esta idea.

## Erradicación del sufrimiento

### Utilitarismo negativo
El utilitarismo negativo es una forma de consecuencialismo negativo que se puede describir como la opinión de que las personas deben minimizar la cantidad total de sufrimiento agregado, o que deben minimizar el sufrimiento y luego, en segundo lugar, maximizar la cantidad total de felicidad. Puede considerarse como una versión del utilitarismo que da mayor prioridad a la reducción del sufrimiento (utilidad negativa o 'desutilidad') que al aumento del placer (utilidad positiva). Esto difiere del utilitarismo clásico, que no afirma que reducir el sufrimiento sea intrínsecamente más importante que aumentar la felicidad. Ambas versiones del utilitarismo sostienen que las acciones moralmente correctas y moralmente incorrectas dependen únicamente de las consecuencias para el bienestar agregado general. 'Bienestar' se refiere al estado del individuo.

### David Pearce

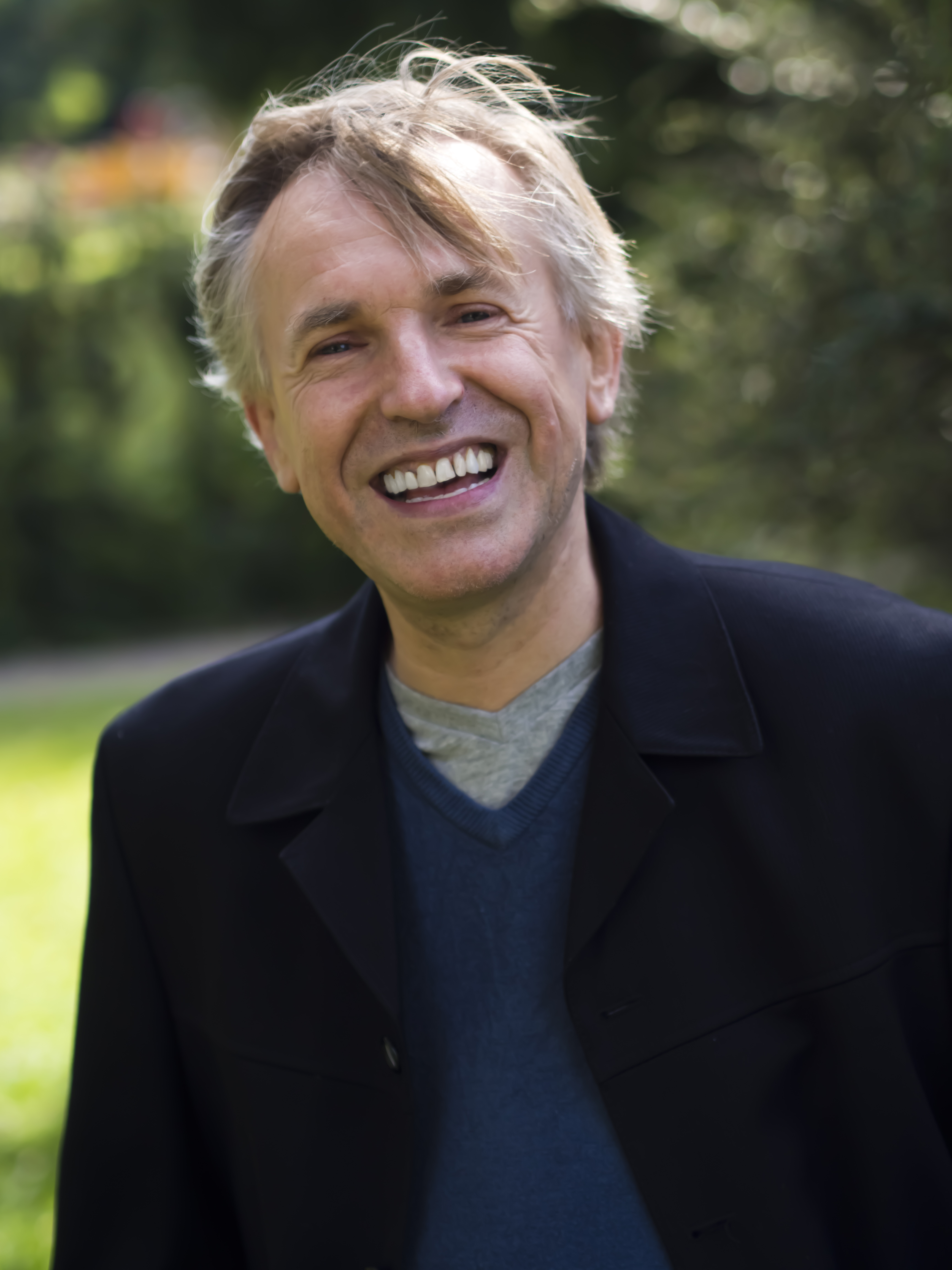
David Pearce (2013)

David Pearce es un filósofo transhumanista británico que aborda cuestiones éticas desde una perspectiva utilitarista negativa. Aboga por el uso de la biotecnología para eliminar la biología del sufrimiento en todo el mundo vivo, y afirma que "la felicidad de por vida puede ser genéticamente preprogramada".Pearce sostiene que "uno podría suponer ingenuamente que un utilitarista negativo daría la bienvenida a la extinción humana. Pero solo los (trans)humanos, o nuestros posibles sucesores superinteligentes, serán técnicamente capaces de eliminar gradualmente las crueldades del resto del mundo vivo en la Tierra. Y solo los (trans)humanos, o más bien nuestros posibles sucesores superinteligentes, serán técnicamente capaces de asumir la administración de todo nuestro campo ultraprofundo de Hubble.

### Nick Bostrom

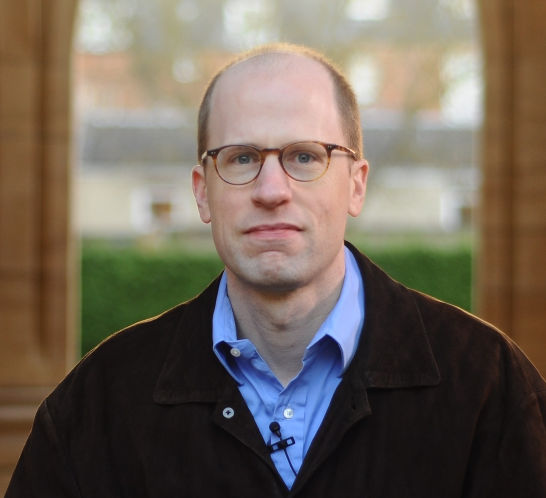
Nick Bostrom (2014)

El filósofo Nick Bostrom, director del Future of Humanity Institute, aconseja un enfoque más cauteloso que el planteado por Pearce, debido a la función del dolor en proteger a las personas de daños eventuales. Bostrom apoya, sin embargo,  la idea central de utilizar la biotecnología para deshacerse de "una gran cantidad de sufrimiento innecesario e inmerecido".

### Robert Nozick

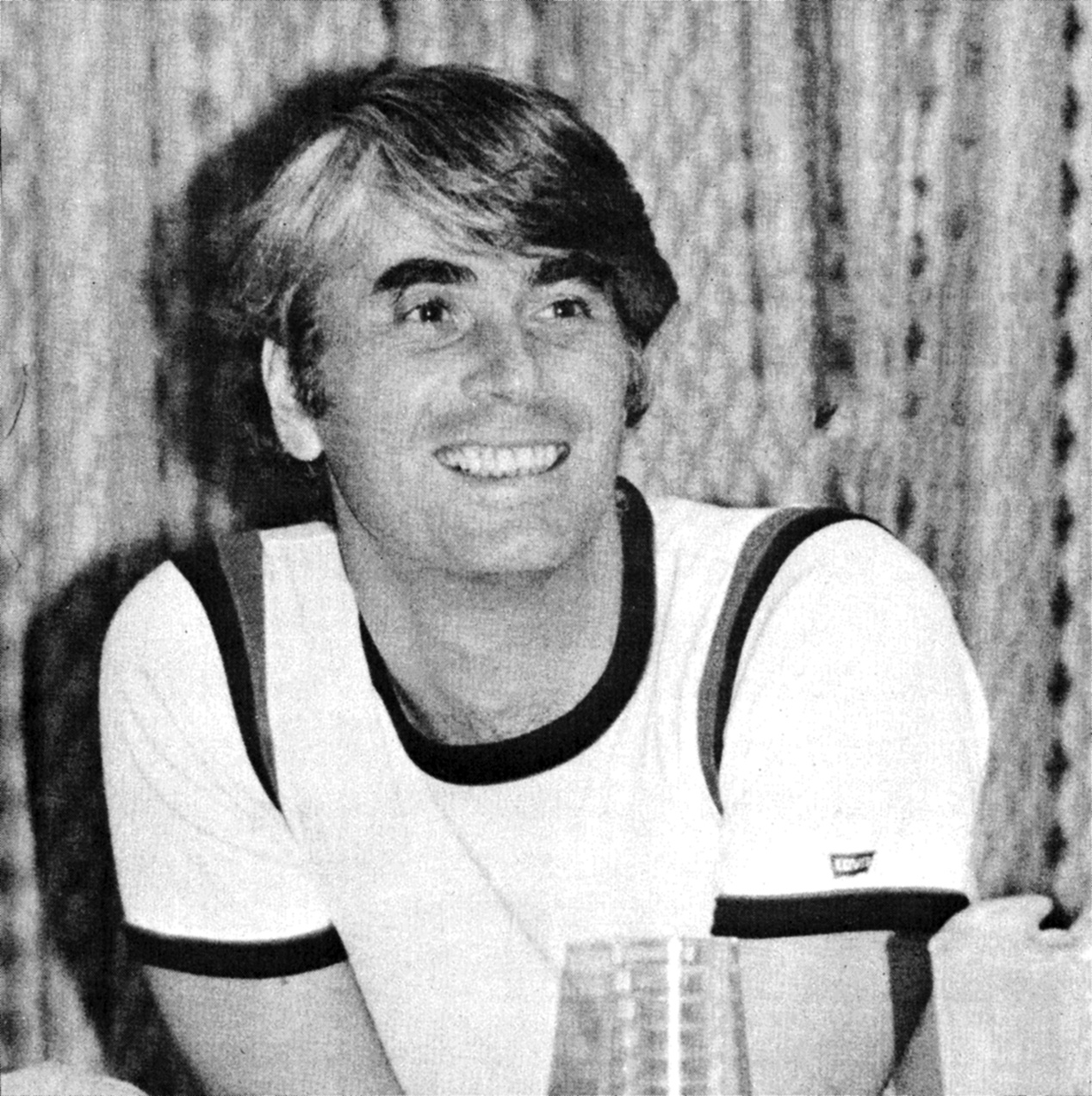
Robert Nozick 1977

Robert Nozick (1938–2002) fue un filósofo estadounidense y profesor de la Universidad de Harvard. Es conocido por su filosofía política y por sus experimentos mentales.
En el experimento mental Experience Machine (1974), critica las nociones hedonistas de felicidad al imaginar una elección entre la realidad cotidiana y una realidad simulada aparentemente preferible que proporciona un disfrute ilimitado. El "monstruo utilitario" (1974) es un experimento mental creado por Robert Nozick para criticar la noción utilitaria del placer agregado (felicidad). Según el experimento, el "monstruo utilitario" era un ser hipotético que generaba una cantidad extrema de unidades teóricas de placer en comparación con una persona común. Por ejemplo, el filósofo estadounidense presentó una situación en la que la criatura imaginaria recibía cincuenta unidades de placer por comer un pastel frente a otras cuarenta personas que recibían solo una unidad de placer por la misma acción. Aunque cada individuo recibió el mismo trato, el monstruo de la utilidad de alguna manera generó más que todas las demás personas juntas. Dados los muchos compromisos utilitaristas para maximizar la utilidad relacionada con el placer, el experimento mental tenía el objetivo final de obligar a los utilitaristas a comprometerse a alimentar al monstruo de la utilidad en lugar de a una masa de otras personas, a pesar de que el instinto principal de la persona común dictaba hacer lo contrario. La crítica se plantea esencialmente en forma de una reductio ad absurdum, mostrando que los utilitaristas tienen una visión absurda de las intuiciones morales.

## Biofelicidad
La biofelicidad es la elevación del bienestar en los seres humanos a través de métodos biológicos, incluida la reproducción asistida a través de la detección de embriones con genes asociados con un alto nivel de felicidad, o el uso de medicamentos destinados a elevar los niveles básicos de felicidad. El objeto es facilitar el logro de un estado de "mejor que bien".
Los defensores de la biofelicidad incluyen a David Pearce, cuyo objetivo es acabar con el sufrimiento de todos los seres sintientes y el especialista en ética canadiense Mark Alan Walker. Walker ha defendido la biofelicidad argumentando que la felicidad debería ser de interés para una amplia gama de teóricos morales; y que la hipertimia, un estado de felicidad básica alta, está asociada con mejores resultados en la salud y otros logros humanos.

### Crítica
Se ha criticado que la erradicación del sufrimiento por medio de la biotecnología podría tener consecuencias no deseadas, y argumentado que el transhumanismo no es la única filosofía digna de consideración con respecto a la cuestión del sufrimiento: en muchos casos el sufrimiento es visto como un aspecto en una comprensión dualista del funcionamiento psicológico y físico, sin el cual no podría existir el placer.

## Economía y sicología de la felicidad

### Economía de la felicidad
La economía de la felicidad es el estudio cuantitativo y teórico de la felicidad, el afecto positivo y negativo, el bienestar, la calidad de vida, la satisfacción con la vida y conceptos relacionados. Está especialmente influenciado por psicólogos, pero también por sociólogos y economistas que contribuyeron a su desarrollo. El seguimiento de la Felicidad Nacional Bruta o la satisfacción con la vida se vuelve cada vez más popular a medida que la economía de la felicidad desafía las metas económicas tradicionales. Uno de los nombres más influyentes en este estudio es el del economista británico Richard Layard, siendo uno de los primeros en abordar la enfermedad mental como una de las principales causas de infelicidad. Layaard sostiene que "en un país típico, una de cada cinco personas sufre de una enfermedad mental, la gran mayoría de depresión o ansiedad paralizante. La enfermedad mental representa la mitad de todas las enfermedades hasta los 45 años en los países ricos, lo que la convierte en la enfermedad más frecuente entre las personas en edad laboral; también representa cerca de la mitad de las prestaciones por discapacidad en muchos países." Otros investigadores distinguidos en este campo son Ed Diener, Ruut Veenhoven y Daniel Kahneman. Kahneman ha definido la felicidad como "lo que experimento aquí y ahora", pero dice que, en realidad, los humanos buscan la satisfacción con la vida, que "está conectada en gran medida con los criterios sociales: alcanzar metas y cumplir con las expectativas.

### Sonja Lyubomirsky

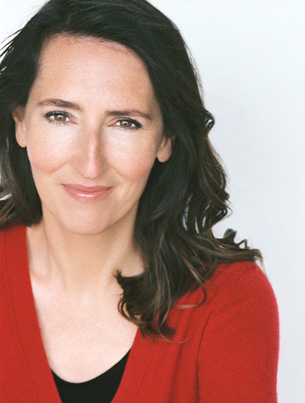
Sonja Lyubomirsky

Sonja Lyubomirsky (14 de diciembre de 1966, Moscú) es una autora ruso-estadounidense y profesora de psicología.
Lyubomirsky define la felicidad como "la experiencia de alegría, satisfacción o bienestar positivo, combinada con la sensación de que la vida de uno es buena, significativa y valiosa." Afirma en su libro de 2007, La ciencia de la felicidad, que la felicidad se determina: 50 % genéticamente (basado en estudios de gemelos), 10 % circunstancial y 40% autocontrol. Lyubomirsky sugirió además un programa de doce puntos para maximizar el 40% final.
Su libro Los mitos de la felicidad gira en torno al concepto de adaptación hedónica: ya que poseemos una gran capacidad para adaptarnos a las relaciones, trabajos y riquezas nuevas, con el tiempo los cambios gratificantes producen menos recompensas. La adaptación hedónica obstaculiza la felicidad, ya que a medida que una persona obtiene logros, objetivos o comodidades, sus deseos y expectativas crecen al mismo ritmo, dejándole con el mismo nivel de felicidad que tenía al principio.
Lyubomirsky propuso el concepto del punto de ajuste de la felicidad (happiness set point). La afirmación básica de esta teoría es que el nivel general de felicidad de cada individuo estará determinado, al menos en parte, por los genes. Algunos estudios han encontrado que la heredabilidad del bienestar subjetivo llega al 80 %, pero los defensores de la teoría generalmente plantean que la cifra está en la región del 50 %. Cada uno de nosotros tendría efectivamente un nivel predeterminado de felicidad, al que tendemos a volver con el tiempo.
En su ensayo con Kennon M. Sheldon y David Schkade En busca de la felicidad: la arquitectura del cambio sostenible, Lyubomirsky afirma: "A los buscadores de la felicidad se les puede aconsejar que busquen nuevas actividades en las que participar, preferiblemente actividades que se ajusten a sus valores e intereses. Deben crear el hábito de iniciar la actividad y, al mismo tiempo, variar su enfoque y el tiempo que le dedican, así como la manera en que la llevan a cabo. Se puede aconsejar a las personas que eviten basar su felicidad en la adquisición de circunstancias u objetos particulares." 